# Россия на зимних Олимпийских играх 2014
Россия принимала участие в зимних Олимпийских играх 2014 года, которые проходили в Сочи с 7 по 23 февраля, в качестве страны-организатора. 23 января 2014 года был утверждён состав сборной, в которую вошли 225 участников. Это самая многочисленная делегация России в истории зимних Игр, однако на Играх в Сочи по количеству спортсменов Россия всё же уступила США (230 участников). Российские спортсмены соревновались во всех 15 видах спорта. Россия впервые в своей истории принимала зимние Олимпийские игры (в 1980 году СССР принимал летние Олимпийские игры).
Знаменосцем сборной России был выбран двукратный призёр Олимпийских игр 39-летний бобслеист Александр Зубков. Представитель этого вида спорта впервые нёс флаг СССР/России на церемонии открытия Олимпийских игр.
Согласно распоряжению Правительства Российской Федерации вознаграждение за каждую золотую медаль для российских спортсменов составит 4 миллиона рублей, за серебряную — 2,5 млн, за бронзовую — 1,7 млн. Эти суммы соответствуют вознаграждениям призёрам летних Олимпийских игр 2012 года. Отдельные регионы России установили также собственные вознаграждения призёрам Олимпийских игр. Так, тюменские спортсмены смогут получить 3,5 млн рублей за золото, 2,5 млн за серебро, 1,5 млн за бронзу; южноуральские спортсмены получат 3 млн рублей за золото, 2 млн за серебро, 1 млн за бронзу; спортсмены из ХМАО — Югры получат 7 млн рублей за золото, 5 млн за серебро, 3 млн за бронзу. По итогам Олимпиады, по оценкам Международной профессиональной ассоциацией журналистов (AIPS), Россия наградила своих спортсменов бонусами на общую сумму 5,802 млн долларов.

## Основные итоги
До дисквалификации отдельных спортсменов сборная России впервые с 1994 года сумела занять на Олимпийских играх (и вообще, и, в частности, на зимних) первое место в неофициальном командном зачёте, выиграв 33 медали, из которых 13 были золотыми. После всех судебных разбирательств, у команды осталось 10 золотых и 29 медали всего. 
Поначалу медалистами игр стали 49 россиян, из них 26 завоевали золотые медали.
В состав сборной России входили пять обладателей золотых олимпийских наград: трёхкратный чемпион Виктор Ан (шорт-трек, Турин 2006 в составе сборной Республики Корея), двукратная чемпионка Ольга Зайцева (биатлон, Турин 2006 и Ванкувер 2010), Никита Крюков (лыжные гонки, Ванкувер 2010), Евгений Плющенко (фигурное катание, Турин 2006), Евгений Устюгов (биатлон, Ванкувер 2010).

## Хронология побед
Медальный счёт сборная России открыла 9 февраля, когда конькобежка Ольга Граф на дистанции 3000 м выиграла бронзовую медаль.
Саночник Альберт Демченко принял участие в своих седьмых подряд Олимпийских играх: 1992, 1994, 1998, 2002, 2006, 2010 и 2014. 9 февраля он установил рекорд по количеству участий в зимних Играх в истории Олимпийских игр. В тот же день это достижение повторил японский прыгун с трамплина Нориаки Касай, который участвовал в тех же семи Олимпиадах, что и Демченко.
Евгений Плющенко, выиграв золото во впервые включённых в олимпийскую программу командных соревнованиях, повторил рекорд 82-летней давности шведа Йиллиса Графстрёма по количеству олимпийских наград в фигурном катании (по 4). Золото 15-летней Юлии Липницкой в тех же командных соревнованиях сделало её самой юной чемпионкой зимних Игр в истории России (ранее этого не удавалось никому моложе 20 лет).
12 февраля Татьяна Волосожар и Максим Траньков завоевали золото в парном фигурном катании, набрав в сумме за две программы 236,86 баллов и вернув России главенство в этом виде спорта, утерянное в Ванкувере.
15 февраля Виктор Ан, выиграв забег на дистанции 1000 метров, принёс России первую в истории победу в шорт-треке на Олимпийских играх. В этот же день Александр Третьяков завоевал первую в истории России победу в скелетоне на Олимпийских играх.
17 февраля экипаж Александра Зубкова и Алексея Воеводы принёс России первое золото в бобслее-двойках (СССР выиграл одно золото в бобслее в 1988 году).
19 февраля сноубордист Вик Уайлд выиграл для России первую золотую медаль в сноуборде на Олимпийских играх в дисциплине параллельный гигантский слалом.
20 февраля Аделина Сотникова принесла России первую в истории победу в женском одиночном фигурном катании на Олимпийских играх.

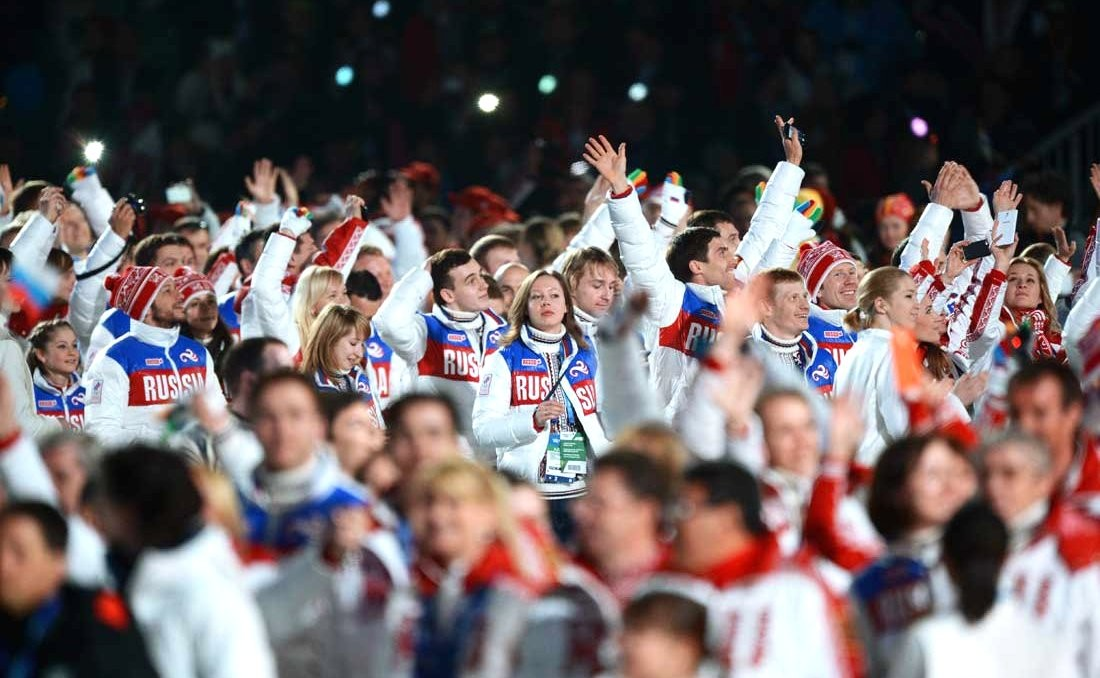
Сборная России на церемонии закрытия Олимпийских игр 2014

21 февраля Виктор Ан выиграл золотую медаль в шорт-треке на дистанции 500 метров. Получасом позже Ан, Семён Елистратов, Владимир Григорьев и Руслан Захаров одержали победу в эстафете на дистанции 5000 метров.
22 февраля Вик Уайлд завоевал золотую медаль в параллельном слаломе. В тот же день Алексей Волков, Евгений Устюгов, Дмитрий Малышко и Антон Шипулин выиграли мужскую эстафету 4×7,5 км в биатлоне, принеся России первую в истории победу в биатлонной эстафете (до этого последний раз только СССР выигрывал мужскую эстафету в 1988 году).
23 февраля полный медали получили российские лыжники Александр Легков, Максим Вылегжанин и Илья Черноусов в гонки на 50 км.). В тот же день экипаж Александра Зубкова, состоящий из Алексея Негодайло, Алексея Воеводы и Дмитрия Труненкова, выиграл золото в бобслее на четвёрках (впервые в истории СССР и России была выиграна медаль в бобслее-четвёрке).

## Медали
| Золото  | |                                                    |            |
| №       | Спортсмены | Вид спорта (дисциплина)                            | Дата       |
| 1       | Евгений Плющенко Юлия Липницкая Татьяна Волосожар / Максим Траньков Ксения Столбова / Фёдор Климов Екатерина Боброва / Дмитрий Соловьёв Елена Ильиных / Никита Кацалапов | Фигурное катание (командные соревнования)          | 9 февраля  |
| 2       | Татьяна Волосожар / Максим Траньков | Фигурное катание (парное катание)                  | 12 февраля |
| 3       | Виктор Ан | Шорт-трек (мужчины, 1000 метров)                   | 15 февраля |
| 4       | Александр Третьяков | Скелетон (мужчины)                                 | 15 февраля |
| DSQ     | Александр Зубков / Алексей Воевода | Бобслей (мужчины, двойки)                          | 17 февраля |
| 5       | Вик Уайлд | Сноуборд (мужчины, параллельный гигантский слалом) | 19 февраля |
| 6       | Аделина Сотникова | Фигурное катание (женщины, одиночное катание)      | 20 февраля |
| 7       | Виктор Ан | Шорт-трек (мужчины, 500 метров)                    | 21 февраля |
| 8       | Виктор Ан Семён Елистратов Владимир Григорьев Руслан Захаров | Шорт-трек (мужчины, эстафета)                      | 21 февраля |
| 9       | Вик Уайлд | Сноуборд (мужчины, параллельный слалом)            | 22 февраля |
| DSQ     | Алексей Волков Евгений Устюгов Дмитрий Малышко Антон Шипулин | Биатлон (мужчины, эстафета)                        | 22 февраля |
| 10      | Александр Легков | Лыжные гонки (мужчины, масс-старт)                 | 23 февраля |
| DSQ     | Александр Зубков Алексей Негодайло Дмитрий Труненков Алексей Воевода | Бобслей (мужчины, четвёрки)                        | 23 февраля |
| Серебро | |                                                    |            |
| №       | Спортсмены | Вид спорта (дисциплина)                            | Дата       |
| 1       | Ольга Вилухина | Биатлон (женщины, спринт)                          | 9 февраля  |
| 2       | Альберт Демченко | Санный спорт (мужчины, одноместные сани)           | 9 февраля  |
| 3       | Ольга Фаткулина | Конькобежный спорт (женщины, 500 метров)           | 11 февраля |
| 4       | Ксения Столбова / Фёдор Климов | Фигурное катание (парное катание)                  | 12 февраля |
| 5       | Татьяна Иванова Альберт Демченко Александр Денисьев / Владислав Антонов                                                                                                  | Санный спорт (смешанная эстафета)                  | 13 февраля |
| 6       | Владимир Григорьев | Шорт-трек (мужчины, 1000 метров)                   | 15 февраля |
| 7       | Александр Бессмертных Максим Вылегжанин Александр Легков Дмитрий Япаров                                                                                                  | Лыжные гонки (мужчины, эстафета)                   | 16 февраля |
| 8       | Николай Олюнин | Сноуборд (мужчины, сноуборд-кросс)                 | 18 февраля |
| 9       | Максим Вылегжанин / Никита Крюков | Лыжные гонки (мужчины, командный спринт)           | 19 февраля |
| DSQ     | Яна Романова Ольга Зайцева Екатерина Шумилова Ольга Вилухина | Биатлон (женщины, эстафета)                        | 21 февраля |
| 10      | Максим Вылегжанин | Лыжные гонки (мужчины, масс-старт)                 | 23 февраля |
| Бронза  | |                                                    |            |
| №       | Спортсмены | Вид спорта (дисциплина)                            | Дата       |
| 1       | Ольга Граф | Конькобежный спорт (женщины, 3000 метров)          | 9 февраля  |
| 2       | Виктор Ан | Шорт-трек (мужчины, 1500 метров)                   | 10 февраля |
| 3       | Александр Смышляев | Фристайл (мужчины, могул)                          | 10 февраля |
| 4       | Евгений Гараничев | Биатлон (мужчины, индивидуальная гонка)            | 13 февраля |
| 5       | Елена Никитина | Скелетон (женщины)                                 | 14 февраля |
| 6       | Елена Ильиных / Никита Кацалапов | Фигурное катание (танцы на льду)                   | 17 февраля |
| 7       | Алена Заварзина | Сноуборд (женщины, параллельный гигантский слалом) | 19 февраля |
| 8       | Ольга Граф Екатерина Лобышева Юлия Скокова Екатерина Шихова | Конькобежный спорт (женщины, командная гонка)      | 22 февраля |
| 9       | Илья Черноусов | Лыжные гонки (мужчины, масс-старт)                 | 23 февраля |

| Медали по видам спорта | Медали по видам спорта | Медали по видам спорта | Медали по видам спорта | Медали по видам спорта |
| ---------------------- | ---------------------- | ---------------------- | ---------------------- | ---------------------- |
| Вид спорта             | 1                      | 2                      | 3                      | Итого                  |
| Биатлон                | 0                      | 1                      | 1                      | 2                      |
| Конькобежный спорт     | 0                      | 1                      | 2                      | 3                      |
| Лыжные гонки           | 1                      | 3                      | 1                      | 5                      |
| Санный спорт           | 0                      | 2                      | 0                      | 2                      |
| Скелетон               | 1                      | 0                      | 1                      | 2                      |
| Сноуборд               | 2                      | 1                      | 1                      | 4                      |
| Фигурное катание       | 3                      | 1                      | 1                      | 5                      |
| Фристайл               | 0                      | 0                      | 1                      | 1                      |
| Шорт-трек              | 3                      | 1                      | 1                      | 5                      |
| Всего                  | 10                     | 10                     | 9                      | 29                     |

| Медали по дням | Медали по дням | Медали по дням | Медали по дням | Медали по дням | Медали по дням | Медали по дням |
| -------------- | -------------- | -------------- | -------------- | -------------- | -------------- | -------------- |
| День           | Дата           | 1              | 2              | 3              | Итого          |                |
| День 1         | 8 февраля      | 0              | 0              | 0              | 0              |                |
| День 2         | 9 февраля      | 1              | 2              | 1              | 3              |                |
| День 3         | 10 февраля     | 0              | 0              | 2              | 2              |                |
| День 4         | 11 февраля     | 0              | 1              | 0              | 1              |                |
| День 5         | 12 февраля     | 1              | 1              | 0              | 2              |                |
| День 6         | 13 февраля     | 0              | 1              | 1              | 2              |                |
| День 7         | 14 февраля     | 0              | 0              | 1              | 1              |                |
| День 8         | 15 февраля     | 2              | 1              | 0              | 3              |                |
| День 9         | 16 февраля     | 0              | 1              | 0              | 1              |                |
| День 10        | 17 февраля     | 0              | 0              | 1              | 1              |                |
| День 11        | 18 февраля     | 0              | 1              | 0              | 1              |                |
| День 12        | 19 февраля     | 1              | 1              | 1              | 3              |                |
| День 13        | 20 февраля     | 1              | 0              | 0              | 1              |                |
| День 14        | 21 февраля     | 2              | 0              | 0              | 2              |                |
| День 15        | 22 февраля     | 1              | 0              | 1              | 3              |                |
| День 16        | 23 февраля     | 1              | 1              | 1              | 3              |                |
| Всего          | Всего          | 10             | 10             | 9              | 30             |                |

| Медали по полу | Медали по полу | Медали по полу | Медали по полу | Медали по полу |
| -------------- | -------------- | -------------- | -------------- | -------------- |
| Пол            | 1              | 2              | 3              | Итого          |
| Мужчины        | 7              | 6              | 4              | 17             |
| Женщины        | 1              | 2              | 4              | 7              |
| Микст          | 2              | 2              | 1              | 5              |
| Всего          | 10             | 10             | 9              | 29             |

### 

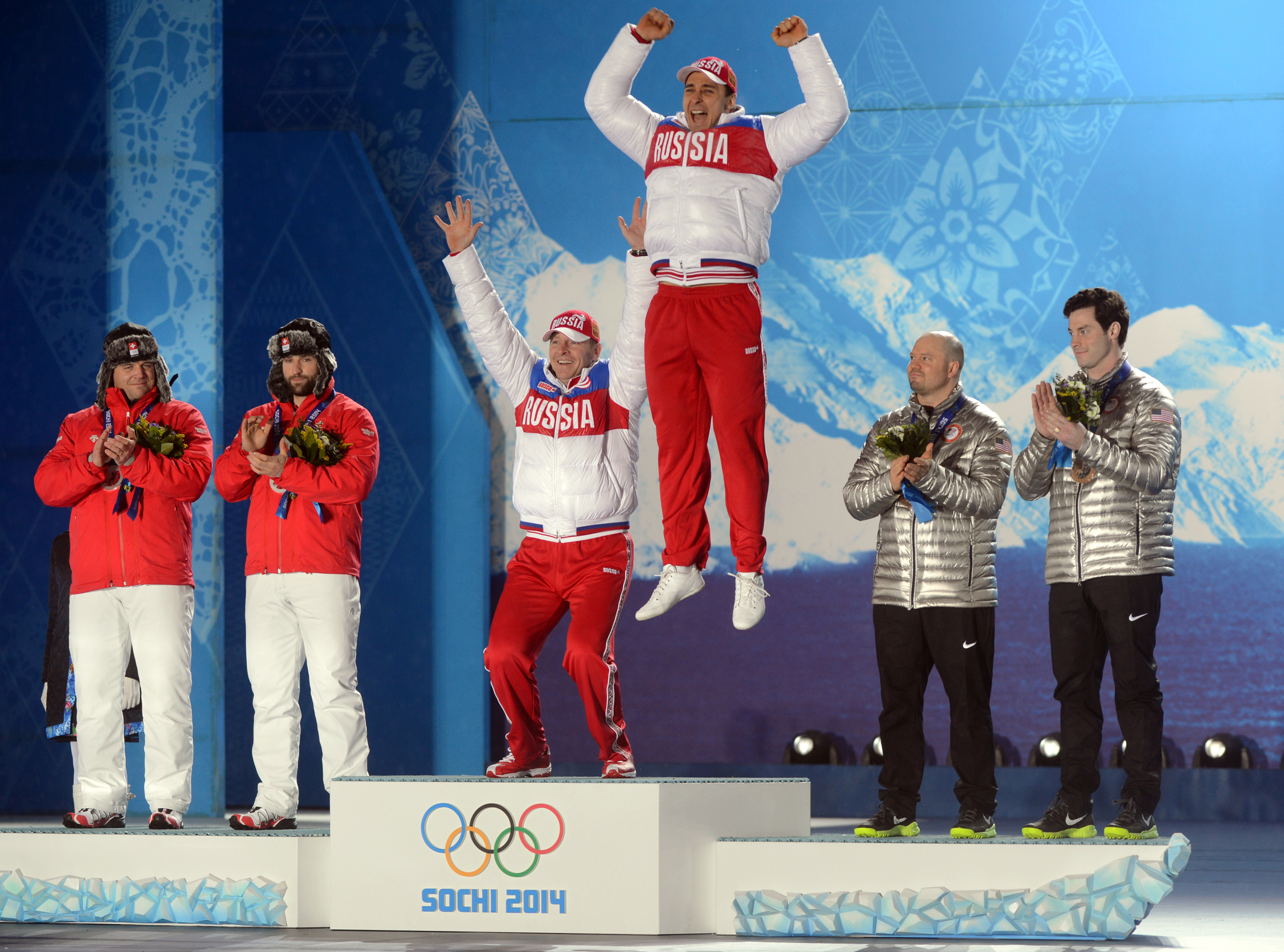
Награждение призёров в двойках

## Состав и результаты

### Биатлон
Мужчины
| Соревнование         | Спортсмены                                                   | Стрельба                            | Время                                     | Отставание | Место    |
| -------------------- | ------------------------------------------------------------ | ----------------------------------- | ----------------------------------------- | ---------- | -------- |
| Спринт               | Антон Шипулин                                                | 0+1                                 | 24:39,9                                   | +6,4       | 4        |
| Спринт               | Евгений Устюгов                                              | 1+0                                 | 25:19,1                                   | +45,6      | DSQ (16) |
| Спринт               | Евгений Гараничев                                            | 0+1                                 | 25:43,0                                   | +1:09,5    | 27       |
| Спринт               | Дмитрий Малышко                                              | 0+0                                 | 25:48,5                                   | +1:15,0    | 28       |
| Гонка преследования  | Евгений Устюгов                                              | 0+1+0+0                             | 34:25,3                                   | +36,7      | DSQ (5)  |
| Гонка преследования  | Антон Шипулин                                                | 0+1+1+1                             | 34:47,1                                   | +58,5      | 14       |
| Гонка преследования  | Евгений Гараничев                                            | 0+0+1+0                             | 34:47,7                                   | +59,1      | 15       |
| Гонка преследования  | Дмитрий Малышко                                              | 0+1+1+0                             | 36:17,0                                   | +2:28,4    | 33       |
| Индивидуальная гонка | Евгений Гараничев                                            | 0+1+0+0                             | 50:06,2                                   | +34,5      | 3        |
| Индивидуальная гонка | Александр Логинов                                            | 0+1+1+0                             | 53:04,3                                   | +3:32,6    | DSQ (30) |
| Индивидуальная гонка | Евгений Устюгов                                              | 2+0+0+1                             | 53:47,8                                   | +4:16,1    | DSQ (37) |
| Индивидуальная гонка | Алексей Волков                                               | 1+1+1+1                             | 56:30,3                                   | +6:58,6    | 63 (64)  |
| Масс-старт           | Евгений Гараничев                                            | 0+1+1+1                             | 43:25,3                                   | +56,2      | 5        |
| Масс-старт           | Антон Шипулин                                                | 0+1+1+1                             | 43:48,2                                   | +1:19,1    | 11       |
| Масс-старт           | Евгений Устюгов                                              | 0+0+1+2                             | 44:37,3                                   | +2:08.2    | DSQ (19) |
| Масс-старт           | Дмитрий Малышко                                              | 1+0+3+0                             | 44:42,9                                   | +2:13.8    | 20       |
| Эстафета             | Алексей Волков Евгений Устюгов Дмитрий Малышко Антон Шипулин | 0+8 0+1 0+1 0+1 0+2 0+0 0+1 0+2 0+0 | 1:12:15,9 17:19,5 18:15,9 18:04,8 18:35,7 | —          | DSQ (1)  |

 Дисквалификация за допинг (в скобках указано первоначально занятое место в соревновании)
 Изменение итогового места из-за дисквалификации соперников за допинг (в скобках указано первоначально занятое место в соревновании)
Женщины
| Соревнование         | Спортсмены                                                   | Стрельба                            | Время                                     | Отставание | Место    |
| -------------------- | ------------------------------------------------------------ | ----------------------------------- | ----------------------------------------- | ---------- | -------- |
| Спринт               | Ольга Вилухина                                               | 0+0                                 | 21:26,7                                   | +19,9      | 2        |
| Спринт               | Яна Романова                                                 | 0+0                                 | 21:53,4                                   | +46,6      | 19       |
| Спринт               | Ольга Зайцева                                                | 1+0                                 | 22:16,6                                   | +1:09,8    | DSQ (28) |
| Спринт               | Екатерина Шумилова                                           | 0+2                                 | 23:38,4                                   | +2:31,6    | 59 (60)  |
| Гонка преследования  | Ольга Вилухина                                               | 0+1+0+0                             | 30:32,9                                   | +1:02,2    | 7        |
| Гонка преследования  | Ольга Зайцева                                                | 0+0+0+0                             | 30:43,0                                   | +1:12,3    | DSQ (11) |
| Гонка преследования  | Яна Романова                                                 | 0+1+1+0                             | 31:55,1                                   | +2:24,4    | 22 (23)  |
| Гонка преследования  | Екатерина Шумилова                                           | 0+2+1+0                             | 34:34,2                                   | +5:03,5    | 46 (47)  |
| Индивидуальная гонка | Ольга Зайцева                                                | 0+0+1+1                             | 47:06,9                                   | +3:47,3    | DSQ (15) |
| Индивидуальная гонка | Ольга Подчуфарова                                            | 0+1+0+1                             | 50:13,3                                   | +6:53,7    | 48 (49)  |
| Индивидуальная гонка | Яна Романова                                                 | 1+1+2+0                             | 50:42,1                                   | +7:22,5    | 52 (53)  |
| Индивидуальная гонка | Екатерина Глазырина                                          | 1+0+2+1                             | 52:13,7                                   | +8:54,1    | 60 (61)  |
| Масс-старт           | Ольга Вилухина                                               | 1+0+0+1                             | 38:05,3                                   | +2:39,7    | 21 (22)  |
| Масс-старт           | Ольга Зайцева                                                | 0+0+1+0                             | 38:14,2                                   | +2:48,6    | DSQ (23) |
| Эстафета             | Яна Романова Ольга Зайцева Екатерина Шумилова Ольга Вилухина | 0+4 0+0 0+1 0+1 0+1 0+0 0+0 0+0 0+1 | 1:10:28,9 16:56,3 17:43,2 17:43,3 18:06,1 | +26,4      | DSQ (2)  |

 Дисквалификация за допинг (в скобках указано первоначально занятое место в соревновании)
 Изменение итогового места из-за дисквалификации соперников за допинг (в скобках указано первоначально занятое место в соревновании)
Смешанная эстафета
| Соревнование       | Спортсмены                                                   | Стрельба                            | Время                                     | Отставание | Место   |
| ------------------ | ------------------------------------------------------------ | ----------------------------------- | ----------------------------------------- | ---------- | ------- |
| Смешанная эстафета | Ольга Зайцева Ольга Вилухина Евгений Гараничев Антон Шипулин | 1+8 0+1 0+2 0+1 0+1 0+0 1+3 0+0 0+0 | 1:11:04,4 16:35,7 16:39,3 19:08,2 18:41,2 | +1:47,4    | DSQ (5) |

 Дисквалификация за допинг (в скобках указано первоначально занятое место в соревновании)

### Бобслей
Мужчины
| Соревнование | Спортсмены                                                           | 1 заезд    | 1 заезд | 2 заезд   | 2 заезд | 3 заезд    | 3 заезд | 4 заезд   | 4 заезд | Итоговый результат | Отставание | Итоговое место |
| Соревнование | Спортсмены                                                           | Результат  | Место   | Результат | Место   | Результат  | Место   | Результат | Место   | Итоговый результат | Отставание | Итоговое место |
| ------------ | -------------------------------------------------------------------- | ---------- | ------- | --------- | ------- | ---------- | ------- | --------- | ------- | ------------------ | ---------- | -------------- |
| Двойки       | Александр Зубков Алексей Воевода                                     | 56,25 (TR) | 1       | 56,57     | 1       | 56,08 (TR) | 1       | 56,49     | 1       | 3:45,39            | —          | DSQ ()         |
| Двойки       | Александр Касьянов Максим Белугин                                    | 56,69      | 11      | 56,60     | 2       | 56,44      | 6       | 56,57     | 2       | 3:46,30            | +0.91      | DSQ (4)        |
| Четвёрки     | Александр Зубков Алексей Негодайло Дмитрий Труненков Алексей Воевода | 54,82 (TR) | 1       | 55,37     | 4       | 55,02      | 1       | 55,39     | 6       | 3:40,60            | —          | DSQ ()         |
| Четвёрки     | Александр Касьянов Алексей Пушкарёв Кирилл Антюх Максим Белугин      | 55,11      | 6       | 55,41     | 5       | 55,29      | 3       | 55,21     | 1       | 3:41,02            | +0,42      | DSQ (4)        |
| Четвёрки     | Никита Захаров Николай Хренков Пётр Моисеев Максим Мокроусов         | 55,74      | 16      | 55,53     | 14      | 55,88      | 13      | 55,91     | 19      | 3:43,06            | +2,46      | 13 (15)        |

 Дисквалификация за допинг (в скобках указано первоначально занятое место в соревновании)
 Изменение итогового места из-за дисквалификации соперников за допинг (в скобках указано первоначально занятое место в соревновании)
Женщины
| Соревнование | Спортсмены                       | 1 заезд   | 1 заезд | 2 заезд   | 2 заезд | 3 заезд   | 3 заезд | 4 заезд   | 4 заезд | Итоговый результат | Отставание | Итоговое место |
| Соревнование | Спортсмены                       | Результат | Место   | Результат | Место   | Результат | Место   | Результат | Место   | Итоговый результат | Отставание | Итоговое место |
| ------------ | -------------------------------- | --------- | ------- | --------- | ------- | --------- | ------- | --------- | ------- | ------------------ | ---------- | -------------- |
| Двойки       | Ольга Стульнева Людмила Удобкина | 58,03     | 8       | 58,24     | 7       | 58,45     | 9       | 58,74     | 12      | 3:53,46            | +2,85      | 9              |
| Двойки       | Надежда Сергеева Надежда Палеева | 58,80     | 16      | 58,69     | 16      | 59,27     | 16      | 59,10     | 17      | 3:55,86            | +5,25      | 16             |

### Горнолыжный спорт
Мужчины
| Соревнование      | Спортсмены          | Скоростной спуск/ 1 спуск | Скоростной спуск/ 1 спуск | Слалом/ 2 спуск | Слалом/ 2 спуск | Всего   | Отставание | Место |
| Соревнование      | Спортсмены          | Время                     | Место                     | Время           | Место           | Всего   | Отставание | Место |
| ----------------- | ------------------- | ------------------------- | ------------------------- | --------------- | --------------- | ------- | ---------- | ----- |
| Скоростной спуск  | Александр Глебов    | Не проводится             | Не проводится             | Не проводится   | Не проводится   | 2:08,96 | +2,73      | 23    |
| Суперкомбинация   | Павел Трихичев      | 1:56,65                   | 31                        | 56,64           | 28              | 2:53,29 | +8,09      | 24    |
| Суперкомбинация   | Александр Хорошилов | 1:56,03                   | 24                        | 1:02,43         | 33              | 2:58,46 | +13,26     | 30    |
| Супергигант       | Павел Трихичев      | Не проводится             | Не проводится             | Не проводится   | Не проводится   | 1:20,62 | +2,48      | 26    |
| Супергигант       | Степан Зуев         | Не проводится             | Не проводится             | Не проводится   | Не проводится   | 1:21,54 | +3,40      | 31    |
| Супергигант       | Александр Глебов    | Не проводится             | Не проводится             | Не проводится   | Не проводится   | DNF     | DNF        | DNF   |
| Гигантский слалом | Сергей Майтаков     | 1:23,75                   | 28                        | 1:25,92         | 29              | 2:49,67 | +4,38      | 26    |
| Гигантский слалом | Владислав Новиков   | 1:25,68                   | 37                        | 1:26,97         | 37              | 2:52,65 | +7,36      | 35    |
| Гигантский слалом | Степан Зуев         | 1:24,90                   | 34                        | DNF             | DNF             | DNF     | DNF        | DNF   |
| Гигантский слалом | Павел Трихичев      | DNF                       | DNF                       | DNF             | DNF             | DNF     | DNF        | DNF   |
| Слалом            | Александр Хорошилов | 48,71                     | 19                        | 55,52           | 10              | 1:44,23 | +2,39      | 14    |
| Слалом            | Павел Трихичев      | 51,63                     | 41                        | 1:08,16         | 38              | 1:59,79 | +17,95     | 33    |
| Слалом            | Степан Зуев         | DNF                       | DNF                       | DNF             | DNF             | DNF     | DNF        | DNF   |
| Слалом            | Сергей Майтаков     | DNF                       | DNF                       | DNF             | DNF             | DNF     | DNF        | DNF   |

Женщины
| Соревнование      | Спортсмены      | Скоростной спуск/ 1 спуск | Скоростной спуск/ 1 спуск | Слалом/ 2 спуск | Слалом/ 2 спуск | Всего   | Отставание | Место |
| Соревнование      | Спортсмены      | Время                     | Место                     | Время           | Место           | Всего   | Отставание | Место |
| ----------------- | --------------- | ------------------------- | ------------------------- | --------------- | --------------- | ------- | ---------- | ----- |
| Скоростной спуск  | Елена Яковишина | Не проводится             | Не проводится             | Не проводится   | Не проводится   | 1:44,45 | +2,88      | 28    |
| Скоростной спуск  | Мария Бедарёва  | Не проводится             | Не проводится             | Не проводится   | Не проводится   | 1:45,29 | +3,72      | 30    |
| Суперкомбинация   | Елена Яковишина | 1:44,91                   | 19                        | 53,97           | 16              | 2:38,88 | +4,26      | 14    |
| Супергигант       | Елена Яковишина | Не проводится             | Не проводится             | Не проводится   | Не проводится   | 1:29,38 | +2,48      | 24    |
| Супергигант       | Мария Бедарёва  | Не проводится             | Не проводится             | Не проводится   | Не проводится   | DNF     | DNF        | DNF   |
| Гигантский слалом | Мария Бедарёва  | 1:24,26                   | 40                        | DNF             | DNF             | DNF     | DNF        | DNF   |
| Слалом            | Ксения Алопина  | 58,37                     | 29                        | 53,37           | 20              | 1:51,74 | +7,20      | 23    |

### Кёрлинг
| Соревнование | Команда                     | Круговой турнир  | Круговой турнир | Круговой турнир | Тай-брейк             | Полуфинал             | Финал                 | Место |
| Соревнование | Команда                     | Соперники        | Результат       | Место           | Соперник Результат    | Соперник Результат    | Соперник Результат    | Место |
| ------------ | --------------------------- | ---------------- | --------------- | --------------- | --------------------- | --------------------- | --------------------- | ----- |
| Мужчины      | Мужская сборная по кёрлингу | Великобритания   | П 4:7           | 7               | Завершили выступление | Завершили выступление | Завершили выступление | 7     |
| Мужчины      | Мужская сборная по кёрлингу | Дания            | П 10:11         | 7               | Завершили выступление | Завершили выступление | Завершили выступление | 7     |
| Мужчины      | Мужская сборная по кёрлингу | Норвегия         | П 8:9           | 7               | Завершили выступление | Завершили выступление | Завершили выступление | 7     |
| Мужчины      | Мужская сборная по кёрлингу | Канада           | П 4:7           | 7               | Завершили выступление | Завершили выступление | Завершили выступление | 7     |
| Мужчины      | Мужская сборная по кёрлингу | Швейцария        | В 7:6           | 7               | Завершили выступление | Завершили выступление | Завершили выступление | 7     |
| Мужчины      | Мужская сборная по кёрлингу | США              | В 7:6           | 7               | Завершили выступление | Завершили выступление | Завершили выступление | 7     |
| Мужчины      | Мужская сборная по кёрлингу | Китай            | П 6:9           | 7               | Завершили выступление | Завершили выступление | Завершили выступление | 7     |
| Мужчины      | Мужская сборная по кёрлингу | Швеция           | П 4:8           | 7               | Завершили выступление | Завершили выступление | Завершили выступление | 7     |
| Мужчины      | Мужская сборная по кёрлингу | Германия         | В 8:7           | 7               | Завершили выступление | Завершили выступление | Завершили выступление | 7     |
| Женщины      | Женская сборная по кёрлингу | Дания            | В 7:4           | 9               | Завершили выступление | Завершили выступление | Завершили выступление | 9     |
| Женщины      | Женская сборная по кёрлингу | США              | В 9:7           | 9               | Завершили выступление | Завершили выступление | Завершили выступление | 9     |
| Женщины      | Женская сборная по кёрлингу | Китай            | П 5:7           | 9               | Завершили выступление | Завершили выступление | Завершили выступление | 9     |
| Женщины      | Женская сборная по кёрлингу | Япония           | П 4:8           | 9               | Завершили выступление | Завершили выступление | Завершили выступление | 9     |
| Женщины      | Женская сборная по кёрлингу | Республика Корея | П 4:8           | 9               | Завершили выступление | Завершили выступление | Завершили выступление | 9     |
| Женщины      | Женская сборная по кёрлингу | Швейцария        | В 6:3           | 9               | Завершили выступление | Завершили выступление | Завершили выступление | 9     |
| Женщины      | Женская сборная по кёрлингу | Канада           | П 3:5           | 9               | Завершили выступление | Завершили выступление | Завершили выступление | 9     |
| Женщины      | Женская сборная по кёрлингу | Швеция           | П 4:5           | 9               | Завершили выступление | Завершили выступление | Завершили выступление | 9     |
| Женщины      | Женская сборная по кёрлингу | Великобритания   | П 6:9           | 9               | Завершили выступление | Завершили выступление | Завершили выступление | 9     |

#### Мужчины
Состав
| Четвёртый           | Третий          | Второй                | Ведущий   | Запасной          |
| ------------------- | --------------- | --------------------- | --------- | ----------------- |
| Алексей Стукальский | Евгений Архипов | Андрей Дроздов (скип) | Пётр Дрон | Александр Козырев |

Круговой турнир
|  | Команды, выходящие в полуфинал    |
|  | Команды, участвующие в тай-брейке |

| Место | Команда        | В | П | КЗ | КП | ВЭ | ПЭ | ОЭ | УЭ | ППД |
| ----- | -------------- | - | - | -- | -- | -- | -- | -- | -- | --- |
| 1     | Швеция         | 8 | 1 | 60 | 44 | 38 | 30 | 18 | 8  | 86% |
| 2     | Канада         | 7 | 2 | 69 | 53 | 39 | 36 | 14 | 7  | 84% |
| 3     | Китай          | 7 | 2 | 67 | 50 | 41 | 37 | 11 | 5  | 85% |
| 4     | Норвегия       | 5 | 4 | 52 | 56 | 36 | 33 | 18 | 5  | 86% |
| 5     | Великобритания | 5 | 4 | 51 | 49 | 37 | 35 | 15 | 8  | 83% |
| 6     | Дания          | 4 | 5 | 54 | 61 | 32 | 37 | 17 | 4  | 81% |
| 7     | Россия         | 3 | 6 | 58 | 70 | 36 | 38 | 13 | 7  | 77% |
| 8     | Швейцария      | 3 | 6 | 47 | 46 | 31 | 34 | 22 | 7  | 83% |
| 9     | США            | 2 | 7 | 47 | 58 | 30 | 39 | 14 | 7  | 80% |
| 10    | Германия       | 1 | 8 | 53 | 74 | 38 | 39 | 10 | 9  | 76% |

Время местное (UTC+4).

| Команда        | 1 | 2 | 3 | 4 | 5 | 6 | 7 | 8 | 9 | 10 | Всего |
| Россия         | 0 | 0 | 0 | 0 | 1 | 0 | 1 | 0 | 2 | X  | 4     |
| Великобритания | 0 | 2 | 0 | 0 | 0 | 4 | 0 | 1 | 0 | X  | 7     |

| Команда | 1 | 2 | 3 | 4 | 5 | 6 | 7 | 8 | 9 | 10 | 11 | Всего |
| Дания   | 0 | 0 | 2 | 0 | 3 | 0 | 2 | 0 | 3 | 0  | 1  | 11    |
| Россия  | 2 | 3 | 0 | 1 | 0 | 1 | 0 | 2 | 0 | 1  | 0  | 10    |

| Команда  | 1 | 2 | 3 | 4 | 5 | 6 | 7 | 8 | 9 | 10 | Всего |
| Норвегия | 2 | 1 | 0 | 2 | 0 | 2 | 0 | 2 | 0 | 0  | 9     |
| Россия   | 0 | 0 | 1 | 0 | 2 | 0 | 2 | 0 | 0 | 3  | 8     |

| Команда | 1 | 2 | 3 | 4 | 5 | 6 | 7 | 8 | 9 | 10 | Всего |
| Россия  | 0 | 1 | 0 | 1 | 0 | 0 | 0 | 2 | 0 | X  | 4     |
| Канада  | 2 | 0 | 0 | 0 | 4 | 0 | 0 | 0 | 1 | X  | 7     |

| Команда   | 1 | 2 | 3 | 4 | 5 | 6 | 7 | 8 | 9 | 10 | Всего |
| Швейцария | 0 | 0 | 2 | 1 | 0 | 0 | 1 | 2 | 0 | 0  | 6     |
| Россия    | 0 | 0 | 0 | 0 | 2 | 1 | 0 | 0 | 1 | 3  | 7     |

| Команда | 1 | 2 | 3 | 4 | 5 | 6 | 7 | 8 | 9 | 10 | Всего |
| Россия  | 0 | 2 | 1 | 0 | 2 | 0 | 0 | 0 | 1 | 1  | 7     |
| США     | 0 | 0 | 0 | 3 | 0 | 2 | 1 | 0 | 0 | 0  | 6     |

| Команда | 1 | 2 | 3 | 4 | 5 | 6 | 7 | 8 | 9 | 10 | Всего |
| Россия  | 0 | 0 | 2 | 0 | 1 | 0 | 1 | 0 | 2 | X  | 6     |
| Китай   | 2 | 1 | 0 | 2 | 0 | 2 | 0 | 2 | 0 | X  | 9     |

| Команда | 1 | 2 | 3 | 4 | 5 | 6 | 7 | 8 | 9 | 10 | Всего |
| Швеция  | 0 | 2 | 0 | 1 | 0 | 2 | 0 | 2 | 1 | X  | 8     |
| Россия  | 0 | 0 | 2 | 0 | 1 | 0 | 1 | 0 | 0 | X  | 4     |

| Команда  | 1 | 2 | 3 | 4 | 5 | 6 | 7 | 8 | 9 | 10 | Всего |
| Германия | 0 | 0 | 2 | 0 | 2 | 0 | 1 | 0 | 1 | 1  | 7     |
| Россия   | 2 | 0 | 0 | 2 | 0 | 2 | 0 | 2 | 0 | 0  | 8     |

#### Женщины

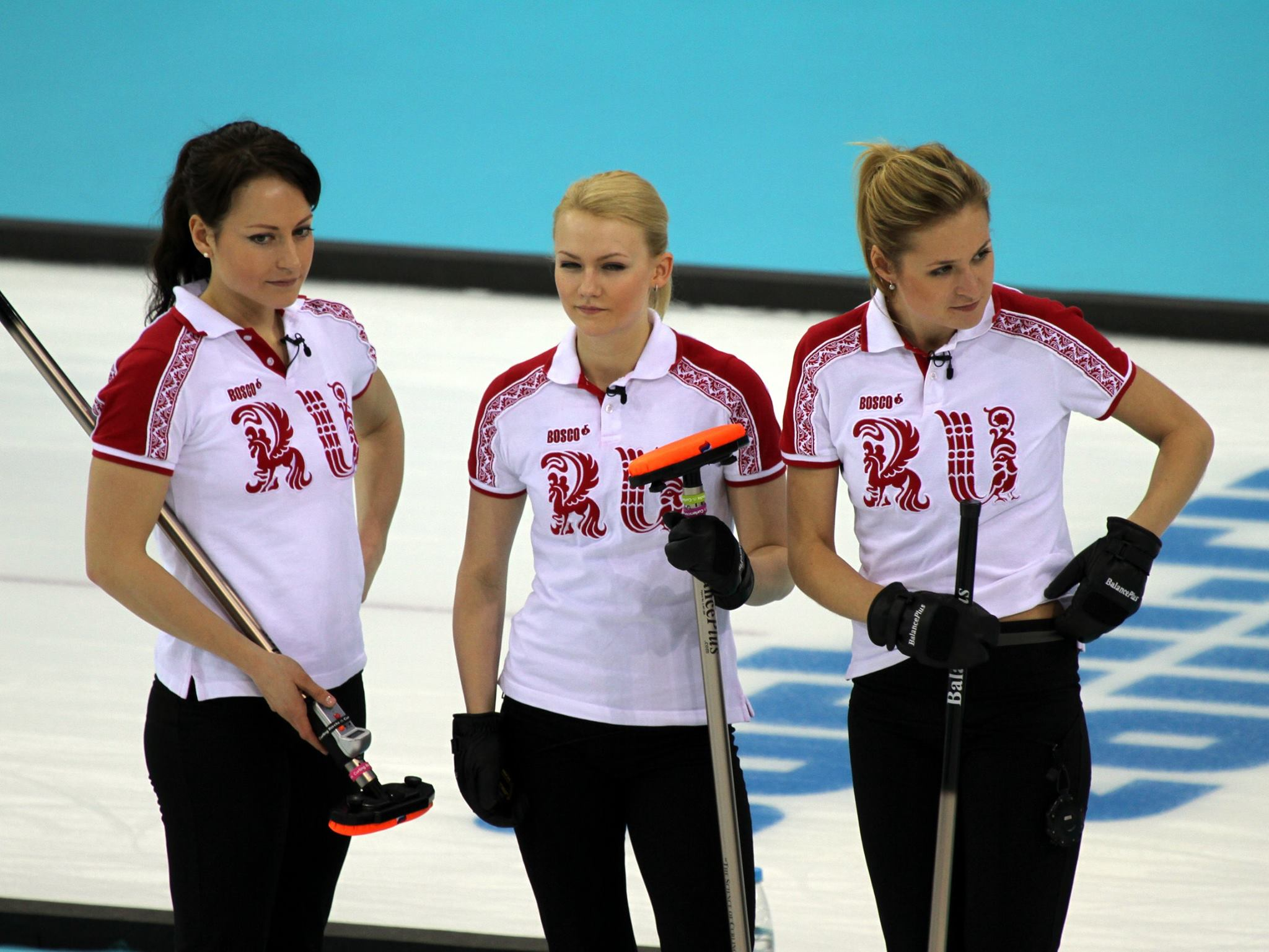
Женская сборная России по кёрлингу

Состав
| Четвёртый            | Третий           | Второй             | Ведущий           | Запасной      |
| -------------------- | ---------------- | ------------------ | ----------------- | ------------- |
| Анна Сидорова (скип) | Маргарита Фомина | Александра Саитова | Екатерина Галкина | Нкеирука Езех |

Круговой турнир
|  | Команды, выходящие в полуфинал |

| Место | Команда          | В | П | КЗ | КП | ВЭ | ПЭ | ОЭ | УЭ | ППД |
| ----- | ---------------- | - | - | -- | -- | -- | -- | -- | -- | --- |
| 1     | Канада           | 9 | 0 | 72 | 40 | 43 | 27 | 12 | 14 | 86% |
| 2     | Швеция           | 7 | 2 | 58 | 52 | 37 | 35 | 13 | 7  | 80% |
| 3     | Швейцария        | 5 | 4 | 63 | 60 | 37 | 38 | 13 | 7  | 78% |
| 4     | Великобритания   | 5 | 4 | 74 | 58 | 39 | 35 | 9  | 11 | 80% |
| 5     | Япония           | 4 | 5 | 59 | 67 | 39 | 41 | 4  | 10 | 76% |
| 6     | Дания            | 4 | 5 | 57 | 56 | 34 | 40 | 12 | 9  | 78% |
| 7     | Китай            | 4 | 5 | 58 | 62 | 36 | 38 | 10 | 4  | 81% |
| 8     | Республика Корея | 3 | 6 | 60 | 65 | 35 | 37 | 10 | 6  | 79% |
| 9     | Россия           | 3 | 6 | 48 | 56 | 33 | 35 | 19 | 6  | 82% |
| 10    | США              | 1 | 8 | 42 | 75 | 33 | 40 | 8  | 4  | 76% |

Время местное (UTC+4).

| Команда | 1 | 2 | 3 | 4 | 5 | 6 | 7 | 8 | 9 | 10 | Всего |
| Россия  | 0 | 0 | 1 | 2 | 1 | 0 | 0 | 0 | 2 | 1  | 7     |
| Дания   | 0 | 1 | 0 | 0 | 0 | 1 | 1 | 1 | 0 | 0  | 4     |

| Команда | 1 | 2 | 3 | 4 | 5 | 6 | 7 | 8 | 9 | 10 | Всего |
| Россия  | 0 | 1 | 0 | 2 | 2 | 0 | 2 | 0 | 2 | 0  | 9     |
| США     | 1 | 0 | 3 | 0 | 0 | 1 | 0 | 1 | 0 | 1  | 7     |

| Команда | 1 | 2 | 3 | 4 | 5 | 6 | 7 | 8 | 9 | 10 | Всего |
| Китай   | 0 | 0 | 1 | 0 | 0 | 2 | 0 | 3 | 0 | 1  | 7     |
| Россия  | 0 | 2 | 0 | 1 | 0 | 0 | 1 | 0 | 1 | 0  | 5     |

| Команда | 1 | 2 | 3 | 4 | 5 | 6 | 7 | 8 | 9 | 10 | Всего |
| Япония  | 0 | 2 | 0 | 0 | 1 | 1 | 1 | 0 | 1 | 2  | 8     |
| Россия  | 0 | 0 | 1 | 1 | 0 | 0 | 0 | 2 | 0 | 0  | 4     |

| Команда          | 1 | 2 | 3 | 4 | 5 | 6 | 7 | 8 | 9 | 10 | Всего |
| Россия           | 1 | 0 | 1 | 0 | 1 | 0 | 0 | 1 | 0 | X  | 4     |
| Республика Корея | 0 | 2 | 0 | 2 | 0 | 0 | 3 | 0 | 1 | X  | 8     |

| Команда   | 1 | 2 | 3 | 4 | 5 | 6 | 7 | 8 | 9 | 10 | Всего |
| Россия    | 0 | 2 | 0 | 0 | 0 | 2 | 0 | 0 | 2 | X  | 6     |
| Швейцария | 1 | 0 | 0 | 1 | 0 | 0 | 0 | 1 | 0 | X  | 3     |

| Команда | 1 | 2 | 3 | 4 | 5 | 6 | 7 | 8 | 9 | 10 | Всего |
| Канада  | 0 | 0 | 3 | 0 | 2 | 0 | 0 | 0 | 0 | X  | 5     |
| Россия  | 0 | 1 | 0 | 1 | 0 | 0 | 0 | 0 | 1 | X  | 3     |

| Команда | 1 | 2 | 3 | 4 | 5 | 6 | 7 | 8 | 9 | 10 | Всего |
| Швеция  | 0 | 0 | 0 | 2 | 0 | 0 | 0 | 1 | 0 | 2  | 5     |
| Россия  | 0 | 0 | 2 | 0 | 0 | 1 | 0 | 0 | 1 | 0  | 4     |

| Команда        | 1 | 2 | 3 | 4 | 5 | 6 | 7 | 8 | 9 | 10 | Всего |
| Россия         | 0 | 0 | 2 | 0 | 0 | 1 | 0 | 0 | 3 | 0  | 6     |
| Великобритания | 0 | 1 | 0 | 2 | 0 | 0 | 0 | 4 | 0 | 2  | 9     |

### Конькобежный спорт
Мужчины
Индивидуальные гонки
| Соревнование  | Спортсмены         | 1 забег       | 1 забег       | 2 забег       | 2 забег       | Результат | Отставание | Место |
| Соревнование  | Спортсмены         | Результат     | Место         | Результат     | Место         | Результат | Отставание | Место |
| ------------- | ------------------ | ------------- | ------------- | ------------- | ------------- | --------- | ---------- | ----- |
| 500 метров    | Денис Коваль       | 35,192        | 14            | 35,24         | 15            | 70,440    | +1,13      | 13    |
| 500 метров    | Алексей Есин       | 35,090        | 10            | 35,41         | 19            | 70,500    | +1,19      | 16    |
| 500 метров    | Артём Кузнецов     | 5,510         | 28            | 35,14         | 10            | 70,660    | +1,35      | 19    |
| 500 метров    | Дмитрий Лобков     | 35,500        | 27            | 35,37         | 18            | 70,880    | +1,57      | 23    |
| 1000 метров   | Денис Юсков        | Не проводится | Не проводится | Не проводится | Не проводится | 1:09,81   | +1,42      | 17    |
| 1000 метров   | Алексей Есин       | Не проводится | Не проводится | Не проводится | Не проводится | 1:09,93   | +1,54      | 18    |
| 1000 метров   | Дмитрий Лобков     | Не проводится | Не проводится | Не проводится | Не проводится | 1:10,65   | +2,26      | 27    |
| 1000 метров   | Игорь Боголюбский  | Не проводится | Не проводится | Не проводится | Не проводится | 1:12,85   | +4,46      | 39    |
| 1500 метров   | Денис Юсков        | Не проводится | Не проводится | Не проводится | Не проводится | 1:45,37   | +0,37      | 4     |
| 1500 метров   | Иван Скобрев       | Не проводится | Не проводится | Не проводится | Не проводится | 1:47,62   | +2,62      | 18    |
| 1500 метров   | Алексей Есин       | Не проводится | Не проводится | Не проводится | Не проводится | 1:48,10   | +3,10      | 24    |
| 1500 метров   | Алексей Суворов    | Не проводится | Не проводится | Не проводится | Не проводится | 1:48,11   | +3,11      | 25    |
| 5000 метров   | Денис Юсков        | Не проводится | Не проводится | Не проводится | Не проводится | 6:19,51   | +8,75      | 6     |
| 5000 метров   | Иван Скобрев       | Не проводится | Не проводится | Не проводится | Не проводится | 6:19,83   | +9,07      | 7     |
| 5000 метров   | Александр Румянцев | Не проводится | Не проводится | Не проводится | Не проводится | 6:24,93   | +14,17     | 11    |
| 10 000 метров | Евгений Серяев     | Не проводится | Не проводится | Не проводится | Не проводится | 13:28,61  | +44,16     | 9     |

Командная гонка
| Соревнование    | Спортсмены                                               | Четвертьфинал                | Полуфинал          | Финал    | Финал                | Итоговое Место |
| Соревнование    | Спортсмены                                               | Соперник Результат           | Соперник Результат | Название | Соперник Результат   | Итоговое Место |
| --------------- | -------------------------------------------------------- | ---------------------------- | ------------------ | -------- | -------------------- | -------------- |
| Командная гонка | Александр Румянцев Алексей Есин Иван Скобрев Денис Юсков | Республика Корея · П 3:44,22 | Не участвовали     | C        | Норвегия · П 3:49,85 | 6              |

Женщины
Индивидуальные гонки
| Соревнование | Спортсмены         | 1 забег       | 1 забег       | 2 забег       | 2 забег       | Результат    | Отставание | Место |
| Соревнование | Спортсмены         | Результат     | Место         | Результат     | Место         | Результат    | Отставание | Место |
| ------------ | ------------------ | ------------- | ------------- | ------------- | ------------- | ------------ | ---------- | ----- |
| 500 метров   | Ольга Фаткулина    | 37,57         | 2             | 37,49         | 2             | 75,06 (NR)   | +0,36      | 2     |
| 500 метров   | Екатерина Малышева | 38,78         | 16            | 38,76         | 18            | 77,55        | +2,85      | 17    |
| 500 метров   | Ангелина Голикова  | 38,82         | 18            | 38,85         | 22            | 77,68        | +2,98      | 18    |
| 500 метров   | Екатерина Лобышева | 39,202        | 25            | 39,04         | 25            | 78,24        | +3,54      | 25    |
| 1000 метров  | Ольга Фаткулина    | Не проводится | Не проводится | Не проводится | Не проводится | 1:15,08      | +1,06      | 4     |
| 1000 метров  | Екатерина Шихова   | Не проводится | Не проводится | Не проводится | Не проводится | 1:17,01      | +2,99      | 15    |
| 1000 метров  | Юлия Скокова       | Не проводится | Не проводится | Не проводится | Не проводится | 1:17,02      | +3,00      | 16    |
| 1000 метров  | Екатерина Лобышева | Не проводится | Не проводится | Не проводится | Не проводится | 1:17,31      | +3,29      | 20    |
| 1500 метров  | Юлия Скокова       | Не проводится | Не проводится | Не проводится | Не проводится | 1:56,45      | +2,94      | 5     |
| 1500 метров  | Екатерина Лобышева | Не проводится | Не проводится | Не проводится | Не проводится | 1:57,70      | +4,19      | 8     |
| 1500 метров  | Ольга Фаткулина    | Не проводится | Не проводится | Не проводится | Не проводится | 1:57,88      | +4,37      | 9     |
| 1500 метров  | Екатерина Шихова   | Не проводится | Не проводится | Не проводится | Не проводится | 1:58,09      | +4,58      | 10    |
| 3000 метров  | Ольга Граф         | Не проводится | Не проводится | Не проводится | Не проводится | 4:03,47 (NR) | +3,13      | 3     |
| 3000 метров  | Юлия Скокова       | Не проводится | Не проводится | Не проводится | Не проводится | 4:09,36      | +9,02      | 8     |
| 3000 метров  | Екатерина Шихова   | Не проводится | Не проводится | Не проводится | Не проводится | 4:14,97      | +9,02      | 20    |
| 5000 метров  | Ольга Граф         | Не проводится | Не проводится | Не проводится | Не проводится | 6:55,77 (NR) | +4,23      | 4     |
| 5000 метров  | Анна Чернова       | Не проводится | Не проводится | Не проводится | Не проводится | 7:08,71      | +17,17     | 9     |

Командная гонка
| Соревнование    | Спортсмены                                                  | Четвертьфинал      | Полуфинал          | Финал    | Финал              | Итоговое Место |
| Соревнование    | Спортсмены                                                  | Соперник Результат | Соперник Результат | Название | Соперник Результат | Итоговое Место |
| --------------- | ----------------------------------------------------------- | ------------------ | ------------------ | -------- | ------------------ | -------------- |
| Командная гонка | Ольга Граф Екатерина Лобышева Юлия Скокова Екатерина Шихова | Канада · В 3:01,53 | Польша · П 3:02,09 | B        | Япония · В 2:59,73 | 3              |

### Лыжное двоеборье
Первый комплект наград в лыжном двоеборье был разыгран 12 февраля в прыжках с нормального трамплина и гонке на 10 км. Россию представлял только Евгений Климов. Прыжковая часть соревнований закончилась довольно неожиданно. Климов, прыгнув на 99 метров, смог занять очень высокое третье место, проиграв, по итогам прыжков лидеру немцу Эрику Френцелю всего 6,8 балла. Лыжную гонку Климов начинал с гандикапом в 27 секунд, но гонка у россиянина не задалась с самого начала. Уже через несколько минут после старта его обогнала значительная группа спортсменов и в итоге Климов, показав худший результат по итогам лыжной части, занял заключительное 45-е место.
| Соревнование        | Спортсмены                                        | Прыжки с трамплина           | Прыжки с трамплина | Лыжная гонка | Лыжная гонка | Лыжная гонка | Итоговое время                          | Отставание | Место |
| Соревнование        | Спортсмены                                        | Результат                    | Место              | Гандикап     | Результат    | Место        | Итоговое время                          | Отставание | Место |
| ------------------- | ------------------------------------------------- | ---------------------------- | ------------------ | ------------ | ------------ | ------------ | --------------------------------------- | ---------- | ----- |
| Нормальный трамплин | Евгений Климов                                    | 124,7                        | 3                  | +0:27        | 28:04,0      | 45           | 28:31,0                                 | +4:40,8    | 45    |
| Большой трамплин    | Иван Панин                                        | 89,5                         | 43                 | +2:38        | 24:45,8      | 42           | 27:43,8                                 | +3:56,3    | 43    |
| Эстафета            | Эрнест Яхин Нияз Набеев Иван Панин Евгений Климов | 426,2 96,0 105,0 101,5 123,7 | 7                  | +1:14        | 51:35,8      | 9            | 52:49,8 12:38,3 12:47,8 13:06,9 13:02,8 | +5:36,3    | 9     |

### Лыжные гонки
Мужчины
Дистанционные гонки
| Соревнование              | Спортсмены                                                              | Результат                                 | Отставание | Место |
| ------------------------- | ----------------------------------------------------------------------- | ----------------------------------------- | ---------- | ----- |
| 15 км классическим стилем | Александр Бессмертных                                                   | 39:37,7                                   | +1:08,0    | 7     |
| 15 км классическим стилем | Дмитрий Япаров                                                          | 40:10,7                                   | +1:41,0    | 16    |
| 15 км классическим стилем | Станислав Волженцев                                                     | 40:15,0                                   | +1:45,3    | 19    |
| 15 км классическим стилем | Евгений Белов                                                           | 40:36,8                                   | +2:07,1    | 25    |
| Скиатлон 15+15 км         | Максим Вылегжанин                                                       | 1:08:16,9                                 | +1,5       | 4     |
| Скиатлон 15+15 км         | Илья Черноусов                                                          | 1:08:29,0                                 | +13,6      | 5     |
| Скиатлон 15+15 км         | Александр Легков                                                        | 1:08:43,1                                 | +27,7      | 11    |
| Скиатлон 15+15 км         | Евгений Белов                                                           | 1:10:00,5                                 | +1:45,1    | 19    |
| Масс-старт 50 км          | Александр Легков                                                        | 1:46:55,2                                 | —          | 1     |
| Масс-старт 50 км          | Максим Вылегжанин                                                       | 1:46:55,9                                 | +0,7       | 2     |
| Масс-старт 50 км          | Илья Черноусов                                                          | 1:46:56,0                                 | +0,8       | 3     |
| Масс-старт 50 км          | Константин Главатских                                                   | 1:50:33,4                                 | +3:38,2    | 38    |
| Эстафета 4×10 км          | Дмитрий Япаров Александр Бессмертных Александр Легков Максим Вылегжанин | 1:29:09,3 23:43,8 23:13,6 20:33,4 21:38,5 | +27,3      | 2     |

Спринт
| Соревнование     | Спортсмены                      | Квалификация  | Квалификация  | Четвертьфинал | Четвертьфинал | Четвертьфинал | Полуфинал            | Полуфинал            | Полуфинал            | Финал                | Финал                | Итоговое место |
| Соревнование     | Спортсмены                      | Результат     | Место         | Заезд         | Результат     | Место         | Заезд                | Результат            | Место                | Результат            | Место                | Итоговое место |
| ---------------- | ------------------------------- | ------------- | ------------- | ------------- | ------------- | ------------- | -------------------- | -------------------- | -------------------- | -------------------- | -------------------- | -------------- |
| Спринт           | Сергей Устюгов                  | 3:30,26       | 2 Q           | 4             | 3:36,14       | 1 Q           | 2                    | 3:37,37              | 1 Q                  | 4:32,48              | 5                    | 5              |
| Спринт           | Алексей Петухов                 | 3:32,67       | 9 Q           | 4             | 3:36,39       | 2 Q           | 2                    | 3:37,89              | 4                    | Завершил выступление | Завершил выступление | 8              |
| Спринт           | Антон Гафаров                   | 3:36,10       | 20 Q          | 1             | 3:38,52       | 2 Q           | 1                    | 6:25,95              | 6                    | Завершил выступление | Завершил выступление | 12             |
| Спринт           | Никита Крюков                   | 3:34,04       | 11 Q          | 1             | 3:39,10       | 3             | Завершил выступление | Завершил выступление | Завершил выступление | Завершил выступление | Завершил выступление | 13             |
| Командный спринт | Максим Вылегжанин Никита Крюков | Не проводится | Не проводится | Не проводится | Не проводится | Не проводится | 2                    | 23:26,91             | 2 Q                  | 23:15,86             | 2                    | 2              |

Женщины
Дистанционные гонки
| Соревнование              | Спортсмены                                               | Результат                               | Отставание | Место    |
| ------------------------- | -------------------------------------------------------- | --------------------------------------- | ---------- | -------- |
| 10 км классическим стилем | Наталья Жукова                                           | 29:15,5                                 | +57,7      | 7        |
| 10 км классическим стилем | Юлия Чекалёва                                            | 29:36,1                                 | +1:18,3    | DSQ (11) |
| 10 км классическим стилем | Ольга Кузюкова                                           | 29:41,9                                 | +1:24,1    | 12       |
| 10 км классическим стилем | Юлия Иванова                                             | 29:59,4                                 | +1:41,6    | DSQ (17) |
| Скиатлон 7,5+7,5 км       | Юлия Чекалёва                                            | 40:11,6                                 | +1:38,0    | DSQ (15) |
| Скиатлон 7,5+7,5 км       | Наталья Жукова                                           | 40:15,5                                 | +1:41,9    | 16       |
| Скиатлон 7,5+7,5 км       | Ольга Кузюкова                                           | 40:43,2                                 | +2:09,6    | 23       |
| Скиатлон 7,5+7,5 км       | Ирина Хазова                                             | 41:00,3                                 | +2:26,7    | 27       |
| Масс-старт 30 км          | Наталья Жукова                                           | 1:12:56,7                               | +1:51,5    | 15       |
| Масс-старт 30 км          | Ирина Хазова                                             | 1:15:19,2                               | +4:14,0    | 29       |
| Масс-старт 30 км          | Юлия Иванова                                             | 1:15:22,1                               | +4:16,9    | DSQ (30) |
| Масс-старт 30 км          | Юлия Чекалёва                                            | 1:15:46,6                               | +4:41,4    | DSQ (32) |
| Эстафета 4×5 км           | Юлия Иванова Ольга Кузюкова Наталья Жукова Юлия Чекалёва | 54:06,3 14:05,5 14:37,2 12:34,9 12:48,7 | +1:03,6    | DSQ (6)  |

 Дисквалификация за допинг (в скобках указано первоначально занятое место в соревновании)
Спринт
| Соревнование     | Спортсмены                     | Квалификация  | Квалификация  | Четвертьфинал         | Четвертьфинал         | Четвертьфинал         | Полуфинал             | Полуфинал             | Полуфинал             | Финал                 | Финал                 | Итоговое место |
| Соревнование     | Спортсмены                     | Результат     | Место         | Заезд                 | Результат             | Место                 | Заезд                 | Результат             | Место                 | Результат             | Место                 | Итоговое место |
| ---------------- | ------------------------------ | ------------- | ------------- | --------------------- | --------------------- | --------------------- | --------------------- | --------------------- | --------------------- | --------------------- | --------------------- | -------------- |
| Спринт           | Наталья Матвеева               | 2:40,15       | 29 Q          | 4                     | 2:38,66               | 4                     | Завершила выступление | Завершила выступление | Завершила выступление | Завершила выступление | Завершила выступление | 20             |
| Спринт           | Анастасия Доценко              | 2:38,14       | 22 Q          | 4                     | 2:38,83               | 5                     | Завершила выступление | Завершила выступление | Завершила выступление | Завершила выступление | Завершила выступление | DSQ (22)       |
| Спринт           | Евгения Шаповалова             | 2:37,03       | 19 Q          | 4                     | 2:38,83               | 6                     | Завершила выступление | Завершила выступление | Завершила выступление | Завершила выступление | Завершила выступление | 27             |
| Спринт           | Ирина Хазова                   | 2:48,64       | 50            | Завершила выступление | Завершила выступление | Завершила выступление | Завершила выступление | Завершила выступление | Завершила выступление | Завершила выступление | Завершила выступление | 49             |
| Командный спринт | Анастасия Доценко Юлия Иванова | Не проводится | Не проводится | Не проводится         | Не проводится         | Не проводится         | 2                     | 16:49,61              | 3 LL                  | 16:44,91              | 6                     | DSQ (6)        |

 Дисквалификация за допинг (в скобках указано первоначально занятое место в соревновании)

### Прыжки на лыжах с трамплина
Мужчины
| Соревнование                  | Спортсмены                                                        | Квалификация  | Квалификация  | Первый раунд                 | Первый раунд | Финал                 | Финал                 | Всего                 | Место                 | Итоговое место |
| Соревнование                  | Спортсмены                                                        | Результат     | Место         |                              |              |                       |                       | Всего                 | Место                 | Итоговое место |
| Соревнование                  | Спортсмены                                                        | Результат     | Место         | Результат                    | Место        | Результат             | Место                 | Всего                 | Место                 | Итоговое место |
| ----------------------------- | ----------------------------------------------------------------- | ------------- | ------------- | ---------------------------- | ------------ | --------------------- | --------------------- | --------------------- | --------------------- | -------------- |
| Нормальный трамплин           | Михаил Максимочкин                                                | 107,2         | 29 Q          | 129,6                        | 10 Q         | 98,3                  | 31                    | 227,9                 | 30                    | 30             |
| Нормальный трамплин           | Ильмир Хазетдинов                                                 | 113,7         | 18 Q          | 114,8                        | '35          | Завершил выступление  | Завершил выступление  | Завершил выступление  | Завершил выступление  | 35             |
| Нормальный трамплин           | Алексей Ромашов                                                   | 102,6         | 39            | 109,0                        | 43           | Завершил выступление  | Завершил выступление  | Завершил выступление  | Завершил выступление  | 43             |
| Нормальный трамплин           | Денис Корнилов                                                    | 109,6         | 25 Q          | 103,2                        | 48           | Завершил выступление  | Завершил выступление  | Завершил выступление  | Завершил выступление  | 48             |
| Большой трамплин              | Дмитрий Васильев                                                  | 102,8         | 26 Q          | 116,8                        | 25 Q         | 118,2                 | 23                    | 235,0                 | 26                    | 26             |
| Большой трамплин              | Ильмир Хазетдинов                                                 | 93,8          | 32 Q          | 111,3                        | 30 Q         | 109,5                 | 29                    | 220,8                 | 29                    | 29             |
| Большой трамплин              | Денис Корнилов                                                    | 104,0         | 23 Q          | 109,7                        | 31           | Завершил выступление  | Завершил выступление  | Завершил выступление  | Завершил выступление  | 31             |
| Большой трамплин              | Алексей Ромашов                                                   | 91,8          | 34 Q          | 93,6                         | 46           | Завершил выступление  | Завершил выступление  | Завершил выступление  | Завершил выступление  | 46             |
| Большой трамплин среди команд | Ильмир Хазетдинов Алексей Ромашов Дмитрий Васильев Денис Корнилов | Не проводится | Не проводится | 422,3 102,1 108,5 113,2 98,5 | 9            | Завершили выступление | Завершили выступление | Завершили выступление | Завершили выступление | 9              |

Женщины
| Соревнование        | Спортсмены       | 1 прыжок  | 1 прыжок | 2 прыжок  | 2 прыжок | Всего | Место |
| Соревнование        | Спортсмены       | Результат | Место    | Результат | Место    | Всего | Место |
| ------------------- | ---------------- | --------- | -------- | --------- | -------- | ----- | ----- |
| Нормальный трамплин | Ирина Аввакумова | 114,4     | 16       | 107,8     | 19       | 222,2 | 16    |

### Санный спорт
Мужчины
| Соревнование | Спортсмены                           | 1 заезд   | 1 заезд | 2 заезд   | 2 заезд | 3 заезд       | 3 заезд       | 4 заезд       | 4 заезд       | Итоговый результат | Отставание | Итоговое место |
| Соревнование | Спортсмены                           | Результат | Место   | Результат | Место   | Результат     | Место         | Результат     | Место         | Итоговый результат | Отставание | Итоговое место |
| ------------ | ------------------------------------ | --------- | ------- | --------- | ------- | ------------- | ------------- | ------------- | ------------- | ------------------ | ---------- | -------------- |
| Одиночки     | Альберт Демченко                     | 52,170    | 1       | 52,273    | 2       | 51,707        | 2             | 51,852        | 2             | 3:28,002           | +0,476     | 2              |
| Одиночки     | Семён Павличенко                     | 52,660    | 6       | 52,593    | 10      | 51,928        | 4             | 52,255        | 14            | 3:29,436           | +1,910     | 5              |
| Одиночки     | Александр Перетягин                  | 52,675    | 7       | 52,590    | 9       | 52,069        | 7             | 52,161        | 7             | 3:29,479           | +1,969     | 7              |
| Двойки       | Александр Денисьев Владислав Антонов | 49,936    | 6       | 50,013    | 7       | Не проводится | Не проводится | Не проводится | Не проводится | 1:39,949           | +1,016     | 5              |
| Двойки       | Владимир Махнутин Владислав Южаков   | 50,068    | 9       | 50,269    | 10      | Не проводится | Не проводится | Не проводится | Не проводится | 1:40,337           | +1,404     | 9              |

Женщины
| Соревнование | Спортсмены         | 1 заезд   | 1 заезд | 2 заезд   | 2 заезд | 3 заезд   | 3 заезд | 4 заезд   | 4 заезд | Итоговый результат | Отставание | Итоговое место |
| Соревнование | Спортсмены         | Результат | Место   | Результат | Место   | Результат | Место   | Результат | Место   | Итоговый результат | Отставание | Итоговое место |
| ------------ | ------------------ | --------- | ------- | --------- | ------- | --------- | ------- | --------- | ------- | ------------------ | ---------- | -------------- |
| Одиночки     | Татьяна Иванова    | 50,457    | 4       | 50,492    | 10      | 50,450    | 6       | 50,629    | 9       | 3:22,006           | +2,238     | 7              |
| Одиночки     | Наталья Хорева     | 50,500    | 8       | 50,348    | 4       | 50,599    | 9       | 50,620    | 11      | 3:22,067           | +2,299     | 8              |
| Одиночки     | Екатерина Батурина | 51,263    | 21      | 50,457    | 8       | 50,629    | 10      | 50,382    | 4       | 3:22,731           | +2,963     | 11             |

Смешанные команды
| Соревнование | Спортсмены                                                              | Женщины   | Женщины | Мужчины   | Мужчины | Двойки    | Двойки | Итоговый результат | Отставание | Итоговое место |
| Соревнование | Спортсмены                                                              | Результат | Место   | Результат | Место   | Результат | Место  | Итоговый результат | Отставание | Итоговое место |
| ------------ | ----------------------------------------------------------------------- | --------- | ------- | --------- | ------- | --------- | ------ | ------------------ | ---------- | -------------- |
| Эстафета     | Татьяна Иванова Альберт Демченко Александр Денисьев / Владислав Антонов | 54,429    | 3       | 55,775    | 2       | 56,475    | 2      | 2:46,679           | +1,030     | 2              |

### Скелетон
| Соревнование | Спортсмены          | 1 заезд    | 1 заезд | 2 заезд   | 2 заезд | 3 заезд   | 3 заезд | 4 заезд   | 4 заезд | Итоговый результат | Отставание | Итоговое место |
| Соревнование | Спортсмены          | Результат  | Место   | Результат | Место   | Результат | Место   | Результат | Место   | Итоговый результат | Отставание | Итоговое место |
| ------------ | ------------------- | ---------- | ------- | --------- | ------- | --------- | ------- | --------- | ------- | ------------------ | ---------- | -------------- |
| Мужчины      | Александр Третьяков | 55:95 (TR) | 1       | 56:04     | 1       | 56,28     | 2       | 56,02     | 1       | 3:44,29            | —          | 1              |
| Мужчины      | Сергей Чудинов      | 56:98      | 5       | 57,04     | 11      | 56,86     | 6       | 56,71     | 5       | 3:47,59            | +3,30      | 5              |
| Мужчины      | Никита Трегубов     | 57:44      | 13      | 56,96     | 7       | 56,57     | 3       | 56,65     | 3       | 3:47,62            | +3,33      | 6              |
| Женщины      | Елена Никитина      | 58,48      | 2       | 58,96     | 5       | 58,33     | 6       | 58,53     | 12      | 3:52,89            | +1,41      | 3              |
| Женщины      | Ольга Потылицына    | 59,00      | 6       | 58,75     | 3       | 58,13     | 2       | 58,52     | 11      | 3:54,40            | +1,51      | 5              |
| Женщины      | Мария Орлова        | 58,97      | 5       | 59,02     | 6       | 58,30     | 5       | 58,43     | 8       | 3:54,72            | +1,83      | 6              |

### Сноуборд
Слоупстайл
| Соревнование | Спортсмены      | Квалификация | Квалификация | Квалификация | Квалификация | Полуфинал | Полуфинал | Полуфинал | Финал                | Финал                | Финал                | Итоговое место |
| Соревнование | Спортсмены      | Заезд        | 1 спуск      | 2 спуск      | Место        | 1 спуск   | 2 спуск   | Место     | 1 спуск              | 2 спуск              | Место                | Итоговое место |
| ------------ | --------------- | ------------ | ------------ | ------------ | ------------ | --------- | --------- | --------- | -------------------- | -------------------- | -------------------- | -------------- |
| Мужчины      | Алексей Соболев | 1            | 63,00        | 28,50        | 10 QS        | 20,00     | 57,50     | 12        | Завершил выступление | Завершил выступление | Завершил выступление | 20             |

Хафпайп
| Соревнование | Спортсмены      | Квалификация | Квалификация | Квалификация | Квалификация | Полуфинал            | Полуфинал            | Полуфинал            | Финал                | Финал                | Финал                | Итоговое место |
| Соревнование | Спортсмены      | Заезд        | 1 спуск      | 2 спуск      | Место        | 1 спуск              | 2 спуск              | Место                | 1 спуск              | 2 спуск              | Место                | Итоговое место |
| ------------ | --------------- | ------------ | ------------ | ------------ | ------------ | -------------------- | -------------------- | -------------------- | -------------------- | -------------------- | -------------------- | -------------- |
| Мужчины      | Никита Автанеев | 1            | 34,50        | 63,75        | 13           | Завершил выступление | Завершил выступление | Завершил выступление | Завершил выступление | Завершил выступление | Завершил выступление | 25             |
| Мужчины      | Павел Харитонов | 1            | 58,75        | 54,50        | 15           | Завершил выступление | Завершил выступление | Завершил выступление | Завершил выступление | Завершил выступление | Завершил выступление | 30             |
| Мужчины      | Сергей Тарасов  | 1            | 23,00        | 39,50        | 18           | Завершил выступление | Завершил выступление | Завершил выступление | Завершил выступление | Завершил выступление | Завершил выступление | 36             |

Сноуборд-кросс
| Соревнование | Спортсмены      | 1/8 финала | 1/8 финала | Четвертьфинал        | Четвертьфинал        | Полуфинал            | Полуфинал            | Финал                | Финал                | Итоговое место |
| Соревнование | Спортсмены      | Заезд      | Место      | Заезд                | Место                | Заезд                | Место                | Название             | Место                | Итоговое место |
| ------------ | --------------- | ---------- | ---------- | -------------------- | -------------------- | -------------------- | -------------------- | -------------------- | -------------------- | -------------- |
| Мужчины      | Николай Олюнин  | 4          | 1 Q        | 2                    | 1 Q                  | 1                    | 1 QA                 | Большой              | 2                    | 2              |
| Мужчины      | Андрей Болдыков | 1          | 5          | Завершил выступление | Завершил выступление | Завершил выступление | Завершил выступление | Завершил выступление | Завершил выступление | 33             |
| Мужчины      | Антон Копривица | 3          | 5          | Завершил выступление | Завершил выступление | Завершил выступление | Завершил выступление | Завершил выступление | Завершил выступление | 33             |

Параллельный гигантский слалом
| Соревнование | Спортсмены           | Квалификация | Квалификация | Квалификация | Квалификация | 1/8 финала               | Четвертьфинал         | Полуфинал             | Финал                    | Место |
| Соревнование | Спортсмены           | 1 спуск      | 2 спуск      | Всего        | Место        | Соперник Результат       | Соперник Результат    | Соперник Результат    | Соперник Результат       | Место |
| ------------ | -------------------- | ------------ | ------------ | ------------ | ------------ | ------------------------ | --------------------- | --------------------- | ------------------------ | ----- |
| Мужчины      | Вик Уайлд            | 48,54        | 47,34        | 1:35,88      | 2            | FRAС. Дюфур В −5,65      | SUIС. Шох В −4,19     | GERП. Бусслер В −2,61 | SUIН. Гальмарини В −2,14 | 1     |
| Мужчины      | Андрей Соболев       | 47,19        | 48,43        | 1:35,62      | 1            | AUTА. Проммеггер П +1,61 | Завершил выступление  | Завершил выступление  | Завершил выступление     | 9     |
| Мужчины      | Валерий Колегов      | 50,67        | 50,02        | 1:40,69      | 19           | Завершил выступление     | Завершил выступление  | Завершил выступление  | Завершил выступление     | 19    |
| Мужчины      | Станислав Детков     | 48,26        | DSQ          | 48,26        | 29           | Завершил выступление     | Завершил выступление  | Завершил выступление  | Завершил выступление     | 29    |
| Женщины      | Алёна Заварзина      | 54,34        | 53,31        | 1:47,65      | 6            | GERС. Йёрг В −13,53      | CANА. Лавин В −7,27   | SUIП. Куммер П DSQ    | За 3-е место             | 3     |
| Женщины      | Алёна Заварзина      | 54,34        | 53,31        | 1:47,65      | 6            | GERС. Йёрг В −13,53      | CANА. Лавин В −7,27   | SUIП. Куммер П DSQ    | AUTИ. Мешик В −0,82      | 3     |
| Женщины      | Екатерина Илюхина    | 53,63        | 55,39        | 1:49,02      | 9            | CANК. Кальве П +0,03     | Завершила выступление | Завершила выступление | Завершила выступление    | 12    |
| Женщины      | Екатерина Тудегешева | 57,44        | 54,33        | 1:51,77      | 15           | SUIП. Куммер П +0,76     | Завершила выступление | Завершила выступление | Завершила выступление    | 15    |
| Женщины      | Наталья Соболева     | DSQ          | DSQ          | DSQ          | DSQ          | Завершила выступление    | Завершила выступление | Завершила выступление | Завершила выступление    | —     |

Параллельный слалом
| Соревнование | Спортсмены           | Квалификация | Квалификация | Квалификация | Квалификация | 1/8 финала             | Четвертьфинал           | Полуфинал             | Финал                 | Место |
| Соревнование | Спортсмены           | 1 спуск      | 2 спуск      | Всего        | Место        | Соперник Результат     | Соперник Результат      | Соперник Результат    | Соперник Результат    | Место |
| ------------ | -------------------- | ------------ | ------------ | ------------ | ------------ | ---------------------- | ----------------------- | --------------------- | --------------------- | ----- |
| Мужчины      | Вик Уайлд            | 28,20        | 29,76        | 57,96        | 1            | CANМ. Ламберт В −1,78  | ITAР. Фишналлер В −0,52 | AUTБ. Карл В −0,04    | SLOЖ. Кошиp В −0,11   | 1     |
| Мужчины      | Андрей Соболев       | 33,68        | 29,02        | 1:02,70      | 27           | Завершил выступление   | Завершил выступление    | Завершил выступление  | Завершил выступление  | 27    |
| Мужчины      | Станислав Детков     | 31,03        | DSQ          | 31,03        | 28           | Завершил выступление   | Завершил выступление    | Завершил выступление  | Завершил выступление  | 28    |
| Мужчины      | Валерий Колегов      | DSQ          | DSQ          | DSQ          | DSQ          | Завершил выступление   | Завершил выступление    | Завершил выступление  | Завершил выступление  | —     |
| Женщины      | Алёна Заварзина      | 32,87        | 32,45        | 1:05,32      | 12           | AUTЮ. Дуймовиц П +0,24 | Завершила выступление   | Завершила выступление | Завершила выступление | 13    |
| Женщины      | Наталья Соболева     | 32,91        | 32,57        | 1:05,48      | 15           | CZEЭ. Ледецкая П +0,18 | Завершила выступление   | Завершила выступление | Завершила выступление | 15    |
| Женщины      | Екатерина Тудегешева | 33,06        | 32,48        | 1:05,54      | 16           | AUTМ. Крайнер П +6,04  | Завершила выступление   | Завершила выступление | Завершила выступление | 16    |
| Женщины      | Екатерина Илюхина    | 33,58        | 33,15        | 1:06,73      | 29           | Завершила выступление  | Завершила выступление   | Завершила выступление | Завершила выступление | 29    |

### Фигурное катание
| Соревнование              | Спортсмены                           | Короткая программа | Короткая программа | Произвольная программа | Произвольная программа | Всего        | Всего |
| Соревнование              | Спортсмены                           | Сумма баллов       | Место              | Сумма баллов           | Место                  | Сумма баллов | Место |
| ------------------------- | ------------------------------------ | ------------------ | ------------------ | ---------------------- | ---------------------- | ------------ | ----- |
| Мужское одиночное катание | Евгений Плющенко                     | WD                 | WD                 | WD                     | WD                     | WD           | WD    |
| Женское одиночное катание | Аделина Сотникова                    | 74,64              | 2                  | 149,95                 | 1                      | 224,59       | 1     |
| Женское одиночное катание | Юлия Липницкая                       | 65,23              | 5                  | 135,34                 | 6                      | 200,57       | 5     |
| Парное катание            | Татьяна Волосожар / Максим Траньков  | 84,17 (WR)         | 1                  | 152,69                 | 1                      | 236,86       | 1     |
| Парное катание            | Ксения Столбова / Фёдор Климов       | 75,21              | 3                  | 143,47                 | 2                      | 218,68       | 2     |
| Парное катание            | Вера Базарова / Юрий Ларионов        | 69,66              | 8                  | 129,94                 | 6                      | 199,60       | 6     |
| Танцы на льду             | Елена Ильиных / Никита Кацалапов     | 73,04              | 3                  | 110,44                 | 3                      | 183,48       | 3     |
| Танцы на льду             | Екатерина Боброва / Дмитрий Соловьёв | 69,97              | 5                  | 102,95                 | 6                      | 172,92       | 5     |
| Танцы на льду             | Виктория Синицина / Руслан Жиганшин  | 58,01              | 16                 | 82,65                  | 17                     | 140,66       | 16    |

Командные соревнования
| Соревнование           | Спортсмены | Короткая программа      | Короткая программа       | Короткая программа       | Короткая программа      | Короткая программа | Короткая программа | Произвольная программа    | Произвольная программа    | Произвольная программа    | Произвольная программа   | Всего     | Всего |
| Соревнование           | Спортсмены | Мужчины                 | Женщины                  | Пары                     | Танцы                   | Результат          | Место              | Мужчины                   | Женщины                   | Пары                      | Танцы                    | Результат | Место |
| ---------------------- | --- | ----------------------- | ------------------------ | ------------------------ | ----------------------- | ------------------ | ------------------ | ------------------------- | ------------------------- | ------------------------- | ------------------------ | --------- | ----- |
| Командные соревнования | Евгений Плющенко Юлия Липницкая Татьяна Волосожар / Максим Траньков (КП) Ксения Столбова / Фёдор Климов (ПП) Екатерина Боброва / Дмитрий Соловьёв (КП) Елена Ильиных / Никита Кацалапов (ПП) | 91,39 2-е место 9 очков | 72,90 1-е место 10 очков | 83,79 1-е место 10 очков | 70,27 3-е место 8 очков | 37 очков           | 1 Q                | 168,20 1-е место 10 очков | 141,51 1-е место 10 очков | 135,09 1-е место 10 очков | 103,48 3-е место 8 очков | 75 очков  | 1     |

### Фристайл
Акробатика
| Соревнование | Спортсмены         | Квалификация 1 | Квалификация 1 | Квалификация 2 | Квалификация 2 | Финал 1               | Финал 1               | Финал 2               | Финал 2               | Финал 3               | Финал 3               | Итоговое место |
| Соревнование | Спортсмены         | Очки           | Место          | Очки           | Место          | Очки                  | Место                 | Очки                  | Место                 | Очки                  | Место                 | Итоговое место |
| ------------ | ------------------ | -------------- | -------------- | -------------- | -------------- | --------------------- | --------------------- | --------------------- | --------------------- | --------------------- | --------------------- | -------------- |
| Мужчины      | Павел Кротов       | 106,33         | 9              | 115,05         | 3 Q            | 96,46                 | 10                    | Завершил выступление  | Завершил выступление  | Завершил выступление  | Завершил выступление  | 10             |
| Мужчины      | Тимофей Сливец     | 87,33          | 15             | 108,41         | 7 Q            | Завершил выступление  | Завершил выступление  | Завершил выступление  | Завершил выступление  | Завершил выступление  | Завершил выступление  | 13             |
| Мужчины      | Илья Буров         | 105,88         | 10             | 86,73          | 10 Q           | Завершил выступление  | Завершил выступление  | Завершил выступление  | Завершил выступление  | Завершил выступление  | Завершил выступление  | 16             |
| Женщины      | Вероника Корсунова | 72,50          | 10             | 81,58          | 4 Q            | 68,35                 | 11                    | Завершила выступление | Завершила выступление | Завершила выступление | Завершила выступление | 11             |
| Женщины      | Ассоль Сливец      | 78,40          | 6 Q            | Не участвовала | Не участвовала | 62,30                 | 12                    | Завершила выступление | Завершила выступление | Завершила выступление | Завершила выступление | 12             |
| Женщины      | Александра Орлова  | 76,27          | 8              | 55,75          | 14             | Завершила выступление | Завершила выступление | Завершила выступление | Завершила выступление | Завершила выступление | Завершила выступление | 20             |

Могул
| Соревнование | Спортсмены          | Квалификация 1 | Квалификация 1 | Квалификация 1 | Квалификация 2 | Квалификация 2 | Квалификация 2 | Финал 1               | Финал 1               | Финал 1               | Финал 2               | Финал 2               | Финал 2               | Финал 3               | Финал 3               | Финал 3               | Итоговое место |
| Соревнование | Спортсмены          | Время          | Очки           | Место          | Время          | Очки           | Место          | Время                 | Очки                  | Место                 | Время                 | Очки                  | Место                 | Время                 | Очки                  | Место                 | Итоговое место |
| ------------ | ------------------- | -------------- | -------------- | -------------- | -------------- | -------------- | -------------- | --------------------- | --------------------- | --------------------- | --------------------- | --------------------- | --------------------- | --------------------- | --------------------- | --------------------- | -------------- |
| Мужчины      | Александр Смышляев  | 25,07          | 23,52          | 3 Q            | Не участвовал  | Не участвовал  | Не участвовал  | 25,14                 | 24,37                 | 1 Q                   | 25,22                 | 23,85                 | 4 Q                   | 24,94                 | 24,34                 | 3                     | 3              |
| Мужчины      | Алексей Павленко    | 24,88          | 20,78          | 12             | 25,61          | 20,96          | 6 Q            | 24,90                 | 21,66                 | 16                    | Завершил выступление  | Завершил выступление  | Завершил выступление  | Завершил выступление  | Завершил выступление  | Завершил выступление  | 16             |
| Мужчины      | Андрей Волков       | 25,58          | 20,04          | 18             | 25,43          | 21,19          | 5 Q            | 26,17                 | 21,64                 | 17                    | Завершил выступление  | Завершил выступление  | Завершил выступление  | Завершил выступление  | Завершил выступление  | Завершил выступление  | 17             |
| Мужчины      | Сергей Волков       | 27,64          | 10,77          | 24             | DNF            | DNF            | DNF            | Завершил выступление  | Завершил выступление  | Завершил выступление  | Завершил выступление  | Завершил выступление  | Завершил выступление  | Завершил выступление  | Завершил выступление  | Завершил выступление  | 28             |
| Женщины      | Регина Рахимова     | 31,02          | 20,48          | 10 Q           | Не участвовала | Не участвовала | Не участвовала | 31,84                 | 21,19                 | 6 Q                   | 31,89                 | 21,07                 | 8                     | Завершила выступление | Завершила выступление | Завершила выступление | 8              |
| Женщины      | Марика Пертахия     | 29,64          | 17,53          | 19             | 31,10          | 16,94          | 10 Q           | 31,11                 | 17,58                 | 17                    | Завершила выступление | Завершила выступление | Завершила выступление | Завершила выступление | Завершила выступление | Завершила выступление | 17             |
| Женщины      | Екатерина Столярова | 38,78          | 8,44           | 25             | 31,97          | 21,32          | 1 Q            | 34,85                 | 10,99                 | 19                    | Завершила выступление | Завершила выступление | Завершила выступление | Завершила выступление | Завершила выступление | Завершила выступление | 19             |
| Женщины      | Елена Муратова      | 31,65          | 17,95          | 18             | 33,36          | 16,64          | 11             | Завершила выступление | Завершила выступление | Завершила выступление | Завершила выступление | Завершила выступление | Завершила выступление | Завершила выступление | Завершила выступление | Завершила выступление | 21             |

Ски-кросс
| Соревнование | Спортсмены        | Квалификация | Квалификация | 1/8 финала | 1/8 финала | Четвертьфинал         | Четвертьфинал         | Полуфинал             | Полуфинал             | Финал                 | Финал                 | Итоговое место |
| Соревнование | Спортсмены        | Результат    | Место        | Заезд      | Место      | Заезд                 | Место                 | Заезд                 | Место                 | Название              | Место                 | Итоговое место |
| ------------ | ----------------- | ------------ | ------------ | ---------- | ---------- | --------------------- | --------------------- | --------------------- | --------------------- | --------------------- | --------------------- | -------------- |
| Мужчины      | Егор Коротков     | 1:17,87      | 17           | 1          | 2 Q        | 1                     | 2 Q                   | 1                     | 3 QB                  | Малый                 | 1                     | 5              |
| Мужчины      | Сергей Можаев     | 1:17,83      | 16           | 1          | 3          | Завершил выступление  | Завершил выступление  | Завершил выступление  | Завершил выступление  | Завершил выступление  | Завершил выступление  | 21             |
| Женщины      | Юлия Ливинская    | 1:24,21      | 14           | 5          | 2 Q        | 3                     | 3                     | Завершила выступление | Завершила выступление | Завершила выступление | Завершила выступление | 11             |
| Женщины      | Анастасия Чирцова | 1:25,99      | 21           | 3          | 4          | Завершила выступление | Завершила выступление | Завершила выступление | Завершила выступление | Завершила выступление | Завершила выступление | 26             |

Ски-хафпайп
| Соревнование | Спортсмены          | Квалификация | Квалификация | Квалификация | Финал                 | Финал                 | Финал                 |
| Соревнование | Спортсмены          | 1 заезд      | 2 заезд      | Место        | 1 заезд               | 2 заезд               | Место                 |
| ------------ | ------------------- | ------------ | ------------ | ------------ | --------------------- | --------------------- | --------------------- |
| Мужчины      | Павел Набоких       | 13,40        | 50,40        | 24           | Завершил выступление  | Завершил выступление  | Завершил выступление  |
| Женщины      | Елизавета Чеснокова | 43,80        | 50,00        | 19           | Завершила выступление | Завершила выступление | Завершила выступление |
| Женщины      | Наталья Макагонова  | 42,60        | 43,80        | 20           | Завершила выступление | Завершила выступление | Завершила выступление |

Слоупстайл
| Соревнование | Спортсмены     | Квалификация | Квалификация | Квалификация | Финал                 | Финал                 | Финал                 |
| Соревнование | Спортсмены     | 1 заезд      | 2 заезд      | Место        | 1 заезд               | 2 заезд               | Место                 |
| ------------ | -------------- | ------------ | ------------ | ------------ | --------------------- | --------------------- | --------------------- |
| Мужчины      | Павел Корпачёв | 46,40        | 43,60        | 28           | Завершил выступление  | Завершил выступление  | Завершил выступление  |
| Женщины      | Анна Миртова   | 17,40        | 21,60        | 21           | Завершила выступление | Завершила выступление | Завершила выступление |

### Хоккей
| Соревнование | Команда                   | Предварительный раунд | Предварительный раунд | Предварительный раунд | Предварительный раунд | Предварительный раунд | Квалификация плей-офф | Четвертьфинал      | Полуфинал             | Финал                 | Место   |
| Соревнование | Команда                   | Группа                | Соперник Результат    | Соперник Результат    | Соперник Результат    | Место                 | Соперник Результат    | Соперник Результат | Соперник Результат    | Соперник Результат    | Место   |
| ------------ | ------------------------- | --------------------- | --------------------- | --------------------- | --------------------- | --------------------- | --------------------- | ------------------ | --------------------- | --------------------- | ------- |
| Мужчины      | Мужская сборная по хоккею | A                     | Словения В 5:2        | США П 2:3 (Б)         | Словакия В 1:0 (Б)    | 2                     | Норвегия В 4:0        | Финляндия П 1:3    | Завершили выступление | Завершили выступление | 5       |
| Женщины      | Женская сборная по хоккею | B                     | Германия В 4:1        | Япония В 2:1          | Швеция В 3:1          | 1 QQ                  | Не проводится         | Швейцария П 0:2    | Матчи за 5-8 места    | Матчи за 5-8 места    | DSQ (6) |
| Женщины      | Женская сборная по хоккею | B                     | Германия В 4:1        | Япония В 2:1          | Швеция В 3:1          | 1 QQ                  | Не проводится         | Швейцария П 0:2    | Япония В 6:3          | Финляндия П 0:4       | DSQ (6) |

 Дисквалификация за допинг (в скобках указано первоначально занятое место в соревновании)

#### Мужчины
Состав
Первоначально в составе сборной России были заявлены нападающие московского «Динамо» Денис Кокарев и Сергей Соин. Однако оба хоккеиста получили травмы. Вместо Соина был дозаявлен Александр Сёмин, а Кокарева заменил Александр Свитов.
| Номер | Имя                   | Позиция    | Хват   | Рост, см | Вес, кг | Дата рождения | Клуб                 | И | Г | П | О | Штр | КН   | %ОБ   |
| ----- | --------------------- | ---------- | ------ | -------- | ------- | ------------- | -------------------- | - | - | - | - | --- | ---- | ----- |
| 1     | Семён Варламов        | вратарь    | левый  | 185      | 85      | 27.04.1988    | Колорадо Эвеланш     | 3 | 0 | 0 | 0 | 0   | 1,98 | 91,07 |
| 5     | Илья Никулин          | защитник   | левый  | 191      | 98      | 12.03.1982    | Ак Барс              | 3 | 0 | 0 | 0 | 2   | —    | —     |
| 6     | Никита Никитин        | защитник   | левый  | 193      | 89      | 16.01.1986    | Коламбус Блю Джекетс | 5 | 0 | 1 | 1 | 0   | —    | —     |
| 8     | Александр Овечкин (А) | нападающий | правый | 188      | 99      | 17.09.1985    | Вашингтон Кэпиталз   | 5 | 1 | 1 | 2 | 0   | —    | —     |
| 10    | Виктор Тихонов        | нападающий | левый  | 188      | 83      | 12.05.1988    | СКА                  | 2 | 0 | 1 | 1 | 0   | —    | —     |
| 11    | Евгений Малкин        | нападающий | левый  | 192      | 86      | 31.07.1986    | Питтсбург Пингвинз   | 5 | 1 | 2 | 3 | 2   | —    | —     |
| 13    | Павел Дацюк (К)       | нападающий | левый  | 180      | 86      | 20.07.1978    | Детройт Ред Уингз    | 5 | 2 | 4 | 6 | 0   | —    | —     |
| 15    | Александр Свитов      | нападающий | левый  | 192      | 106     | 03.11.1982    | Ак Барс              | 0 | — | — | — | —   | —    | —     |
| 24    | Александр Попов       | нападающий | правый | 178      | 82      | 31.08.1980    | Авангард             | 5 | 0 | 0 | 0 | 0   | —    | —     |
| 26    | Вячеслав Войнов       | защитник   | правый | 180      | 83      | 15.01.1990    | Лос-Анджелес Кингз   | 5 | 0 | 0 | 0 | 0   | —    | —     |
| 27    | Алексей Терещенко     | нападающий | левый  | 180      | 80      | 16.12.1980    | Ак Барс              | 5 | 1 | 2 | 3 | 2   | —    | —     |
| 28    | Александр Сёмин       | нападающий | правый | 189      | 95      | 03.03.1984    | Каролина Харрикейнз  | 5 | 0 | 1 | 1 | 0   | —    | —     |
| 30    | Александр Ерёменко    | вратарь    | левый  | 179      | 75      | 10.04.1980    | Динамо Москва        | 0 | — | — | — | —   | —    | —     |
| 41    | Николай Кулёмин       | нападающий | левый  | 185      | 100     | 14.07.1986    | Торонто Мейпл Лифс   | 5 | 0 | 0 | 0 | 2   | —    | —     |
| 42    | Артём Анисимов        | нападающий | левый  | 193      | 88      | 24.05.1988    | Коламбус Блю Джекетс | 5 | 0 | 0 | 0 | 2   | —    | —     |
| 43    | Валерий Ничушкин      | нападающий | левый  | 190      | 80      | 04.03.1995    | Даллас Старз         | 5 | 1 | 0 | 1 | 0   | —    | —     |
| 47    | Александр Радулов     | нападающий | левый  | 186      | 91      | 05.07.1986    | ЦСКА Москва          | 5 | 3 | 3 | 6 | 4   | —    | —     |
| 51    | Фёдор Тютин           | защитник   | левый  | 188      | 95      | 19.07.1983    | Коламбус Блю Джекетс | 5 | 0 | 0 | 0 | 4   | —    | —     |
| 71    | Илья Ковальчук (А)    | нападающий | правый | 188      | 104     | 15.04.1983    | СКА                  | 5 | 3 | 0 | 3 | 2   | —    | —     |
| 72    | Сергей Бобровский     | вратарь    | левый  | 188      | 86      | 20.09.1988    | Коламбус Блю Джекетс | 3 | 0 | 0 | 0 | 0   | 1,15 | 95,24 |
| 74    | Алексей Емелин        | защитник   | левый  | 186      | 97      | 25.04.1986    | Монреаль Канадиенс   | 5 | 0 | 0 | 0 | 8   | —    | —     |
| 77    | Антон Белов           | защитник   | левый  | 192      | 96      | 29.07.1986    | Эдмонтон Ойлерз      | 5 | 1 | 0 | 1 | 0   | —    | —     |
| 79    | Андрей Марков         | защитник   | левый  | 183      | 92      | 20.12.1978    | Монреаль Канадиенс   | 5 | 0 | 2 | 2 | 0   | —    | —     |
| 82    | Евгений Медведев      | защитник   | левый  | 190      | 87      | 27.08.1982    | Ак Барс              | 5 | 0 | 1 | 1 | 2   | —    | —     |
| 91    | Владимир Тарасенко    | нападающий | левый  | 184      | 95      | 13.12.1991    | Сент-Луис Блюз       | 5 | 0 | 1 | 1 | 0   | —    | —     |

Состав: IIHF.com и Eliteprospects.com, статистика игроков: IIHF.com
Предварительный раунд
|  | Команды, выходящие в четвертьфинал         |
|  | Команды, выходящие в квалификацию плей-офф |

Группа A
| М | Сборная  | И | В | ВО | ПО | П | ШЗ | ШП | РШ  | О |
| - | -------- | - | - | -- | -- | - | -- | -- | --- | - |
| 1 | США      | 3 | 2 | 1  | 0  | 0 | 15 | 4  | +11 | 8 |
| 2 | Россия   | 3 | 1 | 1  | 1  | 0 | 8  | 5  | +3  | 6 |
| 3 | Словения | 3 | 1 | 0  | 0  | 2 | 6  | 11 | −5  | 3 |
| 4 | Словакия | 3 | 0 | 0  | 1  | 2 | 2  | 11 | −9  | 1 |

Время местное (UTC+4).
| 13 февраля 2014 16:30 | Россия | 5 : 2 (2:0, 1:2, 2:0) | Словения | Ледовый дворец «Большой», Сочи Зрителей: 11 653 |

| Отчёт | Отчёт                                     | Отчёт                                                                     | Отчёт                        | Отчёт                                |
| --- | ----------------------------------------- | ------------------------------------------------------------------------- | ---------------------------- | ------------------------------------ |
| |                                           |                                                                           |                              |                                      |
| | Семён Варламов — 00:00-60:00              | Вратари                                                                   | 00:00-60:00 — Роберт Кристан | Судьи: Дэйв Джексон Владимир Шиндлер |
| | Голы:                                     |                                                                           |                              | Судьи: Дэйв Джексон Владимир Шиндлер |
| Александр Овечкин — 01:17 (Е. Малкин, А. Сёмин) Евгений Малкин — 03:54 (А. Овечкин, Е. Медведев) Илья Ковальчук (бол.) — 37:48 (Е. Малкин, А. Радулов) Валерий Ничушкин — 43:59 (А. Терещенко) Антон Белов — 47:53 (Н. Никитин, А. Терещенко) | 1 : 0 2 : 0 2 : 1 3 : 1 3 : 2 4 : 2 5 : 2 | 21:43 — Жига Еглич (М. Робар) 38:52 — Жига Еглич (Р. Саболич, А. Копитар) |                              | Судьи: Дэйв Джексон Владимир Шиндлер |
| |                                           |                                                                           |                              | Судьи: Дэйв Джексон Владимир Шиндлер |
| |                                           |                                                                           |                              | Судьи: Дэйв Джексон Владимир Шиндлер |
| |                                           |                                                                           |                              | Судьи: Дэйв Джексон Владимир Шиндлер |
| 6 мин | Штраф                                     | 6 мин                                                                     |                              | Судьи: Дэйв Джексон Владимир Шиндлер |
| |                                           |                                                                           |                              |                                      |
| | 35                                        | Броски                                                                    | 14                           |                                      |

| 15 февраля 2014 16:30 | США | 3 : 2 (Б) (0:0, 1:1, 1:1, 0:0, 1:0) | Россия | Ледовый дворец «Большой», Сочи Зрителей: 11 678 |

| Отчёт | Отчёт                       | Отчёт | Отчёт                           | Отчёт                               |
| --- | --------------------------- | --- | ------------------------------- | ----------------------------------- |
| |                             | |                                 |                                     |
| | Джонатан Куик — 00:00-65:00 | Вратари | 00:00-65:00 — Сергей Бобровский | Судьи: Брэд Майер Маркус Виннерборг |
| | Голы:                       | |                                 | Судьи: Брэд Майер Маркус Виннерборг |
| Кэм Фаулер (бол.) — 36:34 (Дж. ван Римсдайк, Ф. Кессел) Джо Павелски (бол.) — 49:27 (П. Кейн, К. Шаттенкирк) Ти Джей Оши (поб. бул.) — 65:00 | 0 : 1 : 1 2 : 1 2 : 2 3 : 2 | 29:15 — Павел Дацюк (А. Марков, А. Радулов) 52:44 — Павел Дацюк (бол.) (А. Марков)                             |                                 | Судьи: Брэд Майер Маркус Виннерборг |
| | Буллиты:                    | |                                 | Судьи: Брэд Майер Маркус Виннерборг |
| Ти Джей Оши Джеймс ван Римсдайк Джо Павелски Ти Джей Оши                                                                                     |                             | Евгений Малкин Павел Дацюк Илья Ковальчук Илья Ковальчук Павел Дацюк Илья Ковальчук Павел Дацюк Илья Ковальчук |                                 | Судьи: Брэд Майер Маркус Виннерборг |
| |                             | |                                 | Судьи: Брэд Майер Маркус Виннерборг |
| 12 мин | Штраф                       | 10 мин |                                 | Судьи: Брэд Майер Маркус Виннерборг |
| |                             | |                                 |                                     |
| | 34                          | Броски | 31                              |                                     |

| 16 февраля 2014 16:30 | Россия | 1 : 0 (Б) (0:0, 0:0, 0:0, 0:0, 1:0) | Словакия | Ледовый дворец «Большой», Сочи Зрителей: 11 097 |

| Отчёт                                 | Отчёт                        | Отчёт                     | Отчёт                 | Отчёт                                  |
| ------------------------------------- | ---------------------------- | ------------------------- | --------------------- | -------------------------------------- |
|                                       |                              |                           |                       |                                        |
|                                       | Семён Варламов — 00:00-65:00 | Вратари                   | 00:00-65:00 — Ян Лацо | Судьи: Ларс Брюггеманн Келли Сазерлэнд |
|                                       | Голы:                        |                           |                       | Судьи: Ларс Брюггеманн Келли Сазерлэнд |
| Александр Радулов (поб. бул.) — 65:00 | 1 : 0                        |                           |                       | Судьи: Ларс Брюггеманн Келли Сазерлэнд |
|                                       | Буллиты:                     |                           |                       | Судьи: Ларс Брюггеманн Келли Сазерлэнд |
| Александр Радулов Илья Ковальчук      |                              | Михал Гандзуш Томаш Татар |                       | Судьи: Ларс Брюггеманн Келли Сазерлэнд |
|                                       |                              |                           |                       | Судьи: Ларс Брюггеманн Келли Сазерлэнд |
| 4 мин                                 | Штраф                        | 10 мин                    |                       | Судьи: Ларс Брюггеманн Келли Сазерлэнд |
|                                       |                              |                           |                       |                                        |
|                                       | 37                           | Броски                    | 27                    |                                        |

Квалификация плей-офф
Время местное (UTC+4).
| 18 февраля 2014 16:30 | Россия | 4 : 0 (0:0, 2:0, 2:0) | Норвегия | Ледовый дворец «Большой», Сочи Зрителей: 11 423 |

| Отчёт | Отчёт                           | Отчёт   | Отчёт                                 | Отчёт                               |
| --- | ------------------------------- | ------- | ------------------------------------- | ----------------------------------- |
| |                                 |         |                                       |                                     |
| | Сергей Бобровский — 00:00-60:00 | Вратари | 00:00-57:40 — Ларс Хауген 58:53-60:00 | Судьи: Даниэль Пихачек Кевин Поллок |
| | Голы:                           |         |                                       | Судьи: Даниэль Пихачек Кевин Поллок |
| Александр Радулов — 24:12 (П. Дацюк) Илья Ковальчук — 37:11 (А. Радулов, П. Дацюк) Александр Радулов (п.в.) — 58:53 (П. Дацюк) Алексей Терещенко — 59:20 (В. Тихонов, В. Тарасенко) | 1 : 0 2 : 0 3 : 0 4 : 0         |         |                                       | Судьи: Даниэль Пихачек Кевин Поллок |
| |                                 |         |                                       | Судьи: Даниэль Пихачек Кевин Поллок |
| |                                 |         |                                       | Судьи: Даниэль Пихачек Кевин Поллок |
| |                                 |         |                                       | Судьи: Даниэль Пихачек Кевин Поллок |
| 2 мин | Штраф                           | 6 мин   |                                       | Судьи: Даниэль Пихачек Кевин Поллок |
| |                                 |         |                                       |                                     |
| | 31                              | Броски  | 22                                    |                                     |

Четвертьфинал
Время местное (UTC+4).
| 19 февраля 2014 16:30 | Финляндия | 3 : 1 (2:1, 1:0, 0:0) | Россия | Ледовый дворец «Большой», Сочи Зрителей: 11 654 |

| Отчёт | Отчёт                     | Отчёт                                    | Отчёт                                                        | Отчёт                                    |
| --- | ------------------------- | ---------------------------------------- | ------------------------------------------------------------ | ---------------------------------------- |
| |                           |                                          |                                                              |                                          |
| | Туукка Раск — 00:00-60:00 | Вратари                                  | 00:00-26:42 — Семён Варламов 26:42-58:54 — Сергей Бобровский | Судьи: Келли Сазерленд Маркус Виннерборг |
| | Голы:                     |                                          |                                                              | Судьи: Келли Сазерленд Маркус Виннерборг |
| Юхаматти Аалтонен — 9:18 (П. Кантиола) Теэму Селянне — 17:38 (М. Гранлунд) Микаэль Гранлунд (бол.) — 25:37 (Т. Селянне, К. Тимонен) | 0 : 1 : 1 2 : 1 3 : 1     | 07:51 — Илья Ковальчук (бол.) (П. Дацюк) |                                                              | Судьи: Келли Сазерленд Маркус Виннерборг |
| |                           |                                          |                                                              | Судьи: Келли Сазерленд Маркус Виннерборг |
| |                           |                                          |                                                              | Судьи: Келли Сазерленд Маркус Виннерборг |
| |                           |                                          |                                                              | Судьи: Келли Сазерленд Маркус Виннерборг |
| 6 мин | Штраф                     | 8 мин                                    |                                                              | Судьи: Келли Сазерленд Маркус Виннерборг |
| |                           |                                          |                                                              |                                          |
| | 22                        | Броски                                   | 38                                                           |                                          |

#### Женщины
Состав
21 января главный тренер женской сборной России Михаил Чеканов объявил окончательный состав на Олимпийские игры, в которой вошли 18 полевых игроков и 3 вратаря.
| Номер    | Имя                      | Позиция    | Хват   | Рост, см | Вес, кг | Дата рождения | Клуб             | И | Г | П | О | Штр | КН   | %ОБ   |
| -------- | ------------------------ | ---------- | ------ | -------- | ------- | ------------- | ---------------- | - | - | - | - | --- | ---- | ----- |
| 1        | Анна Пругова             | вратарь    | левый  | 175      | 62      | 20.11.1993    | Торнадо          | 5 | 0 | 0 | 0 | 0   | 2,03 | 91,43 |
| 2        | Ангелина Гончаренко      | защитник   | левый  | 177      | 71      | 23.05.1994    | Агидель          | 6 | 0 | 0 | 0 | 2   | —    | —     |
| 4        | Алёна Хомич              | защитник   | левый  | 168      | 53      | 26.02.1981    | Агидель          | 6 | 1 | 2 | 3 | 0   | —    | —     |
| 8        | Ия Гаврилова             | нападающий | левый  | 170      | 63      | 03.09.1987    | Торнадо          | 6 | 1 | 2 | 3 | 2   | —    | —     |
| 9        | Александра Вафина        | нападающий | левый  | 165      | 58      | 28.07.1990    | Факел            | 6 | 1 | 0 | 1 | 2   | —    | —     |
| 17       | Екатерина Смоленцева (К) | нападающий | левый  | 176      | 64      | 15.09.1981    | Торнадо          | 6 | 2 | 4 | 6 | 2   | —    | —     |
| 18       | Ольга Сосина             | нападающий | правый | 163      | 77      | 27.07.1992    | СКИФ             | 6 | 3 | 1 | 4 | 2   | —    | —     |
| 20       | Юлия Лескина             | вратарь    | левый  | 178      | 76      | 09.02.1991    | Спартак-Меркурий | 2 | 0 | 0 | 0 | 0   | 1,29 | 93,33 |
| 21       | Анна Щукина              | защитник   | левый  | 171      | 76      | 05.11.1987    | Торнадо          | 6 | 2 | 0 | 2 | 0   | —    | —     |
| 23       | Татьяна Бурина           | нападающий | левый  | 163      | 68      | 20.03.1980    | Торнадо          | 6 | 2 | 3 | 5 | 4   | —    | —     |
| 25       | Екатерина Лебедева       | нападающий | левый  | 165      | 69      | 14.09.1989    | Факел            | 6 | 0 | 0 | 0 | 0   | —    | —     |
| 29       | Анна Шохина              | нападающий | левый  | 163      | 60      | 23.01.1997    | Торнадо          | 6 | 1 | 3 | 4 | 2   | —    | —     |
| 34       | Светлана Ткачёва         | защитник   | левый  | 170      | 60      | 03.11.1984    | Торнадо          | 6 | 0 | 0 | 0 | 2   | —    | —     |
| 44       | Александра Капустина     | защитник   | левый  | 166      | 74      | 08.04.1984    | СКИФ             | 6 | 0 | 0 | 0 | 2   | —    | —     |
| DSQ (55) | Галина Скиба             | нападающий | левый  | 164      | 66      | 09.05.1984    | Торнадо          | 6 | 2 | 0 | 2 | 2   | —    | —     |
| DSQ (70) | Анна Шибанова            | защитник   | левый  | 164      | 62      | 10.11.1994    | Агидель          | 6 | 0 | 2 | 2 | 6   | —    | —     |
| 72       | Екатерина Пашкевич       | нападающий | левый  | 174      | 74      | 19.12.1972    | Агидель          | 6 | 0 | 1 | 1 | 0   | —    | —     |
| DSQ (77) | Инна Дюбанок             | защитник   | левый  | 170      | 74      | 20.02.1990    | Агидель          | 6 | 0 | 2 | 2 | 6   | —    | —     |
| 88       | Екатерина Смолина        | нападающий | правый | 164      | 54      | 08.10.1988    | Торнадо          | 6 | 0 | 1 | 1 | 0   | —    | —     |
| 95       | Елена Дергачёва          | нападающий | левый  | 159      | 57      | 08.11.1995    | Агидель          | 6 | 0 | 0 | 0 | 0   | —    | —     |
| 97       | Анна Виноградова         | вратарь    | левый  | 167      | 69      | 06.04.1991    | Факел            | 0 | — | — | — | —   | —    | —     |

 Дисквалификация за допинг
Состав: IIHF.com и Eurohockey.com, статистика игроков: IIHF.com
Предварительный раунд
|  | Команды, выходящие в четвертьфинал         |
|  | Команды, участвующие в матчах за 5-8 места |

Группа B
| М | Сборная  | И | В | ВО | ПО | П | ШЗ | ШП | РШ | О |
| - | -------- | - | - | -- | -- | - | -- | -- | -- | - |
| 1 | Россия   | 3 | 3 | 0  | 0  | 0 | 9  | 3  | +6 | 9 |
| 2 | Швеция   | 3 | 2 | 0  | 0  | 1 | 6  | 3  | +3 | 6 |
| 3 | Германия | 3 | 1 | 0  | 0  | 2 | 5  | 8  | −3 | 3 |
| 4 | Япония   | 3 | 0 | 0  | 0  | 3 | 1  | 7  | −6 | 0 |

Время местное (UTC+4).
| 9 февраля 2014 17:00 | Россия | 4 : 1 (0:0, 0:1, 4:0) | Германия | Ледовая арена «Шайба», Сочи Зрителей: 5048 |

| Отчёт | Отчёт                       | Отчёт                                           | Отчёт                      | Отчёт              |
| --- | --------------------------- | ----------------------------------------------- | -------------------------- | ------------------ |
| |                             |                                                 |                            |                    |
| | Юлия Лескина — 00:00-60:00  | Вратари                                         | 00:00-60:00 — Виона Харрер | Судья: Анна Эскола |
| | Голы:                       |                                                 |                            | Судья: Анна Эскола |
| Ия Гаврилова — 45:04 (А. Хомич, Е. Смоленцева) Ольга Сосина (бол.) — 48:49 (И. Дюбанок, Т. Бурина) Екатерина Смоленцева — 49:27 (А. Шибанова) Ольга Сосина — 52:15 (И. Дюбанок, Е. Смоленцева) | 0 : 1 : 1 2 : 1 3 : 1 4 : 1 | 26:48 — Франциска Буш (М. Анвандер, А. Вайссер) |                            | Судья: Анна Эскола |
| |                             |                                                 |                            | Судья: Анна Эскола |
| |                             |                                                 |                            | Судья: Анна Эскола |
| |                             |                                                 |                            | Судья: Анна Эскола |
| 4 мин | Штраф                       | 8 мин                                           |                            | Судья: Анна Эскола |
| |                             |                                                 |                            |                    |
| | 37                          | Броски                                          | 15                         |                    |

| 11 февраля 2014 19:00 | Россия | 2 : 1 (1:0, 0:0, 1:1) | Япония | Ледовая арена «Шайба», Сочи Зрителей: 4897 |

| Отчёт                                                   | Отчёт                      | Отчёт                       | Отчёт                        | Отчёт                 |
| ------------------------------------------------------- | -------------------------- | --------------------------- | ---------------------------- | --------------------- |
|                                                         |                            |                             |                              |                       |
|                                                         | Анна Пругова — 00:00-60:00 | Вратари                     | 00:00-59:24 — Нана Фудзимото | Судья: Николь Хертрич |
|                                                         | Голы:                      |                             |                              | Судья: Николь Хертрич |
| Татьяна Бурина — 11:39 Александра Вафина (мен.) — 51:36 | 1:0 1:1 2:1                | 40:33 — Аяка Токо (Х. Кубо) |                              | Судья: Николь Хертрич |
|                                                         |                            |                             |                              | Судья: Николь Хертрич |
|                                                         |                            |                             |                              | Судья: Николь Хертрич |
|                                                         |                            |                             |                              | Судья: Николь Хертрич |
| 6 мин                                                   | Штраф                      | 6 мин                       |                              | Судья: Николь Хертрич |
|                                                         |                            |                             |                              |                       |
|                                                         | 38                         | Броски                      | 22                           |                       |

| 13 февраля 2014 21:00 | Швеция | 1 : 3 (0:1, 1:1, 0:1) | Россия | Ледовая арена «Шайба», Сочи Зрителей: 5092 |

| Отчёт                    | Отчёт                                        | Отчёт | Отчёт                      | Отчёт               |
| ------------------------ | -------------------------------------------- | --- | -------------------------- | ------------------- |
|                          |                                              | |                            |                     |
|                          | Валентина Валльнер — 00:00-58:17 59:19-59:32 | Вратари | 00:00-60:00 — Анна Пругова | Судья: Джой Тоттмэн |
|                          | Голы:                                        | |                            | Судья: Джой Тоттмэн |
| Пернилла Винберг — 38:58 | 0:1 0:2 1:2 1:3                              | 08:38 — Анна Щукина (Е. Пашкевич, А. Шохина) 29:20 — Алёна Хомич (Е. Смолина) 58:07 — Екатерина Смоленцева (О. Сосина) |                            | Судья: Джой Тоттмэн |
|                          |                                              | |                            | Судья: Джой Тоттмэн |
|                          |                                              | |                            | Судья: Джой Тоттмэн |
|                          |                                              | |                            | Судья: Джой Тоттмэн |
| 14 мин                   | Штраф                                        | 4 мин |                            | Судья: Джой Тоттмэн |
|                          |                                              | |                            |                     |
|                          | 16                                           | Броски | 31                         |                     |

Четвертьфинал
Время местное (UTC+4).
| 15 февраля 2014 16:30 | Швейцария | 2 : 0 (1:0, 0:0, 1:0) | Россия | Ледовая арена «Шайба», Сочи Зрителей: 4962 |

| Отчёт                                                                                 | Отчёт                         | Отчёт   | Отчёт                                  | Отчёт               |
| ------------------------------------------------------------------------------------- | ----------------------------- | ------- | -------------------------------------- | ------------------- |
|                                                                                       |                               |         |                                        |                     |
|                                                                                       | Флоренс Шеллинг — 00:00-60:00 | Вратари | 00:00-58:35 — Анна Пругова 59:39-60:00 | Судья: Джой Тоттмэн |
|                                                                                       | Голы:                         |         |                                        | Судья: Джой Тоттмэн |
| Стефани Марти — 10:46 (А. Мюллер, С. Тальман) Лара Штальдер (п.в.) — 59:39 (Н. Булло) | 1:0 2:0                       |         |                                        | Судья: Джой Тоттмэн |
|                                                                                       |                               |         |                                        | Судья: Джой Тоттмэн |
|                                                                                       |                               |         |                                        | Судья: Джой Тоттмэн |
|                                                                                       |                               |         |                                        | Судья: Джой Тоттмэн |
| 8 мин                                                                                 | Штраф                         | 2 мин   |                                        | Судья: Джой Тоттмэн |
|                                                                                       |                               |         |                                        |                     |
|                                                                                       | 27                            | Броски  | 41                                     |                     |

Матч за 5-8 места
Время местное (UTC+4).
| 16 февраля 2014 21:00 | Россия | 6 : 3 (1:0, 3:2, 2:1) | Япония | Ледовая арена «Шайба», Сочи Зрителей: 4793 |

| Отчёт | Отчёт                                                 | Отчёт                                                                                                 | Отчёт                        | Отчёт              |
| --- | ----------------------------------------------------- | --- | ---------------------------- | ------------------ |
| |                                                       | |                              |                    |
| | Анна Пругова — 00:00-26:50 Юлия Лескина — 26:50-60:00 | Вратари                                                                                               | 00:00-58:03 — Нана Фудзимото | Судья: Анна Эскола |
| | Голы:                                                 | |                              | Судья: Анна Эскола |
| Анна Щукина — 16:12 (А. Шохина) Анна Шохина — 26:44 (Е. Смоленцева) Галина Скиба — 27:33 (И. Гаврилова, Т. Бурина) Ольга Сосина (бол.) — 31:32 (Е. Смоленцева, А. Шохина) Галина Скиба (бол.) — 49:39 (Т. Бурина, И. Гаврилова) Татьяна Бурина (бол.) — 55:42 (А. Шибанова, А. Хомич) | 1:0 1:1 2:1 2:2 3:2 4:2 4:3 5:3 6:3                   | 26:14 — Томоэ Яманэ (Р. Укита) 26:50 — Аяка Токо (Х. Кубо) 42:23 — Тихо Осава (А. Такэути, Ю. Хирано) |                              | Судья: Анна Эскола |
| |                                                       | |                              | Судья: Анна Эскола |
| |                                                       | |                              | Судья: Анна Эскола |
| |                                                       | |                              | Судья: Анна Эскола |
| 6 мин | Штраф                                                 | 10 мин                                                                                                |                              | Судья: Анна Эскола |
| |                                                       | |                              |                    |
| | 32                                                    | Броски                                                                                                | 27                           |                    |

Матч за 5-е место
Время местное (UTC+4).
| 18 февраля 2014 16:30 | Финляндия | 4 : 0 (2:0, 0:0, 2:0) | Россия | Ледовая арена «Шайба», Сочи Зрителей: 4112 |

| Отчёт | Отчёт                    | Отчёт   | Отчёт                      | Отчёт             |
| --- | ------------------------ | ------- | -------------------------- | ----------------- |
| |                          |         |                            |                   |
| | Ноора Рятю — 00:00-60:00 | Вратари | 00:00-60:00 — Анна Пругова | Судья: Эрин Блэйр |
| | Голы:                    |         |                            | Судья: Эрин Блэйр |
| Линда Валимяки — 16:37 (К. Рантамяки, В. Хови) Рийка Вялиля — 17:28 (С. Тапани, Е. Хийрикоски) Мишель Карвинен — 42:30 (Р. Вялиля, С. Таркки) Мишель Карвинен (бол.) — 25:41 (Р. Вялиля, М. Туоминен) | 1:0 2:0 3:0 4:0          |         |                            | Судья: Эрин Блэйр |
| |                          |         |                            | Судья: Эрин Блэйр |
| |                          |         |                            | Судья: Эрин Блэйр |
| |                          |         |                            | Судья: Эрин Блэйр |
| 14 мин | Штраф                    | 12 мин  |                            | Судья: Эрин Блэйр |
| |                          |         |                            |                   |
| | 29                       | Броски  | 19                         |                   |

### Шорт-трек
Главный тренер сборной России — Себастьян Крос (Франция).
Мужчины
| Соревнование | Спортсмены                                                   | Отборочный раунд | Отборочный раунд | Отборочный раунд | Четвертьфинал | Четвертьфинал | Четвертьфинал | Полуфинал            | Полуфинал            | Полуфинал            | Финал                | Финал                | Финал                | Итоговое место |
| Соревнование | Спортсмены                                                   | Забег            | Результат        | Место            | Забег         | Результат     | Место         | Забег                | Результат            | Место                | Название             | Результат            | Место                | Итоговое место |
| ------------ | ------------------------------------------------------------ | ---------------- | ---------------- | ---------------- | ------------- | ------------- | ------------- | -------------------- | -------------------- | -------------------- | -------------------- | -------------------- | -------------------- | -------------- |
| 500 метров   | Виктор Ан                                                    | 5                | 41,450           | 1 Q              | 4             | 41,257        | 1 Q           | 2                    | 41,063               | 1 QA                 | A                    | 41,312               | 1                    | 1              |
| 500 метров   | Семён Елистратов                                             | 8                | 41,355           | 2 Q              | 1             | PEN           | PEN           | Завершил выступление | Завершил выступление | Завершил выступление | Завершил выступление | Завершил выступление | Завершил выступление | 15             |
| 500 метров   | Владимир Григорьев                                           | 4                | 41,883           | 2 Q              | 3             | PEN           | PEN           | Завершил выступление | Завершил выступление | Завершил выступление | Завершил выступление | Завершил выступление | Завершил выступление | 16             |
| 1000 метров  | Виктор Ан                                                    | 7                | 1:25,834         | 1 Q              | 3             | 1:25,666      | 1 Q           | 2                    | 1:24,102             | 1 QA                 | A                    | 1:25,325             | 1                    | 1              |
| 1000 метров  | Владимир Григорьев                                           | 3                | 1:26,422         | 1 Q              | 2             | 1:24,868      | 2 Q           | 1                    | 1:25,346             | 1 QA                 | A                    | 1:25,399             | 2                    | 2              |
| 1000 метров  | Семён Елистратов                                             | 6                | 1:26,121         | 2 Q              | 4             | 1:24,239      | 2 Q           | 2                    | 1:24,275             | 3 QB                 | B                    | 1:29,429             | 2                    | 6              |
| 1500 метров  | Виктор Ан                                                    | 2                | 2:20,865         | 1 Q              | Не проводится | Не проводится | Не проводится | 1 Q                  | 2:16,000             | 2 QA                 | A                    | 2:15,062             | 3                    | 3              |
| 1500 метров  | Семён Елистратов                                             | 4 Q              | 2:16,904         | 2 Q              | Не проводится | Не проводится | Не проводится | 3                    | 2:14,783             | 4 QB                 | B                    | 2:24,352             | 4                    | 11             |
| Эстафета     | Виктор Ан Владимир Григорьев Семён Елистратов Руслан Захаров | Не проводится    | Не проводится    | Не проводится    | Не проводится | Не проводится | Не проводится | 2                    | 6:44,331             | 1 QA                 | A                    | 6:42,100 (OR)        | 1                    | 1              |

Женщины
| Соревнование | Спортсмены                                                         | Отборочный раунд | Отборочный раунд | Отборочный раунд | Четвертьфинал         | Четвертьфинал         | Четвертьфинал         | Полуфинал             | Полуфинал             | Полуфинал             | Финал                 | Финал                 | Финал                 | Итоговое место |
| Соревнование | Спортсмены                                                         | Забег            | Результат        | Место            | Забег                 | Результат             | Место                 | Забег                 | Результат             | Место                 | Название              | Результат             | Место                 | Итоговое место |
| ------------ | ------------------------------------------------------------------ | ---------------- | ---------------- | ---------------- | --------------------- | --------------------- | --------------------- | --------------------- | --------------------- | --------------------- | --------------------- | --------------------- | --------------------- | -------------- |
| 500 метров   | Софья Просвирнова                                                  | 2                | 44,940           | 2 Q              | 3                     | 43,862                | 4                     | Завершила выступление | Завершила выступление | Завершила выступление | Завершила выступление | Завершила выступление | Завершила выступление | 15             |
| 500 метров   | Валерия Резник                                                     | 7                | 45,349           | 3                | Завершила выступление | Завершила выступление | Завершила выступление | Завершила выступление | Завершила выступление | Завершила выступление | Завершила выступление | Завершила выступление | Завершила выступление | 27             |
| 500 метров   | Татьяна Бородулина                                                 | 1                | PEN              | PEN              | Завершила выступление | Завершила выступление | Завершила выступление | Завершила выступление | Завершила выступление | Завершила выступление | Завершила выступление | Завершила выступление | Завершила выступление | —              |
| 1000 метров  | Татьяна Бородулина                                                 | 1                | 1:31,559         | 3                | Завершила выступление | Завершила выступление | Завершила выступление | Завершила выступление | Завершила выступление | Завершила выступление | Завершила выступление | Завершила выступление | Завершила выступление | 19             |
| 1000 метров  | Ольга Белякова                                                     | 5                | 1:32,034         | 3                | Завершила выступление | Завершила выступление | Завершила выступление | Завершила выступление | Завершила выступление | Завершила выступление | Завершила выступление | Завершила выступление | Завершила выступление | 20             |
| 1000 метров  | Софья Просвирнова                                                  | 6                | 1:36,521         | 3                | Завершила выступление | Завершила выступление | Завершила выступление | Завершила выступление | Завершила выступление | Завершила выступление | Завершила выступление | Завершила выступление | Завершила выступление | 24             |
| 1500 метров  | Ольга Белякова                                                     | 2                | 2:29,880         | 2 Q              | Не проводится         | Не проводится         | Не проводится         | 2                     | 2:20,391              | 5                     | Завершила выступление | Завершила выступление | Завершила выступление | 14             |
| 1500 метров  | Татьяна Бородулина                                                 | 6                | DNF              | DNF              | Не проводится         | Не проводится         | Не проводится         | Завершила выступление | Завершила выступление | Завершила выступление | Завершила выступление | Завершила выступление | Завершила выступление | —              |
| 1500 метров  | Валерия Резник                                                     | 1                | PEN              | PEN              | Не проводится         | Не проводится         | Не проводится         | Завершила выступление | Завершила выступление | Завершила выступление | Завершила выступление | Завершила выступление | Завершила выступление | —              |
| Эстафета     | Ольга Белякова Татьяна Бородулина Софья Просвирнова Валерия Резник | Не проводится    | Не проводится    | Не проводится    | Не проводится         | Не проводится         | Не проводится         | 1                     | 4:13,938              | 3 QB                  | B                     | 4:14,862              | 1                     | 4              |

## Государственные награды
24 февраля 2014 года президент РФ В. В. Путин вручил государственные награды российским спортсменам «за большой вклад в развитие физической культуры и спорта, высокие спортивные достижения на XXII Олимпийских зимних играх 2014 года в городе Сочи». 
Ордена «За заслуги перед Отечеством» IV степени были удостоены: В. Ан, А. Воевода, Т. Волосожар, А. Зубков, М. Траньков, В. Уайлд. 
Орден Почёта был вручён М. Вылегжанину, А. Демченко, Е. Плющенко и Е. Устюгову. 
Орденом Дружбы были награждены: Е. Боброва, О. Вилухина, А. Волков, В. Григорьев, С. Елистратов, Р. Захаров, Е. Ильиных, Н. Кацалапов, Ф. Климов, А. Легков, Ю. Липницкая, Д. Малышко, А. Негодайло, Д. Соловьёв, А. Сотникова, К. Столбова, А. Третьяков, Д. Труненков, А. Шипулин.
Медаль ордена «За заслуги перед Отечеством» I степени получили: В. Антонов, А. Бессмертных, О. Граф, А. Денисьев, О. Зайцева, Т. Иванова, Н. Крюков, Е. Лобышева, Н. Олюнин, Я. Романова, О. Фаткулина, Е. Шумилова, Д. Япаров. 
Медалью ордена «За заслуги перед Отечеством» II степени награждены: Е. Гараничев, А. Заварзина, Е. Никитина, Ю. Скокова, А. Смышляев, И. Черноусов, Е. Шихова.
После лишения спортсменов олимпийских медалей за применения допинга указы о присвоении госнаград отменены не были.